# John F. Kennedy

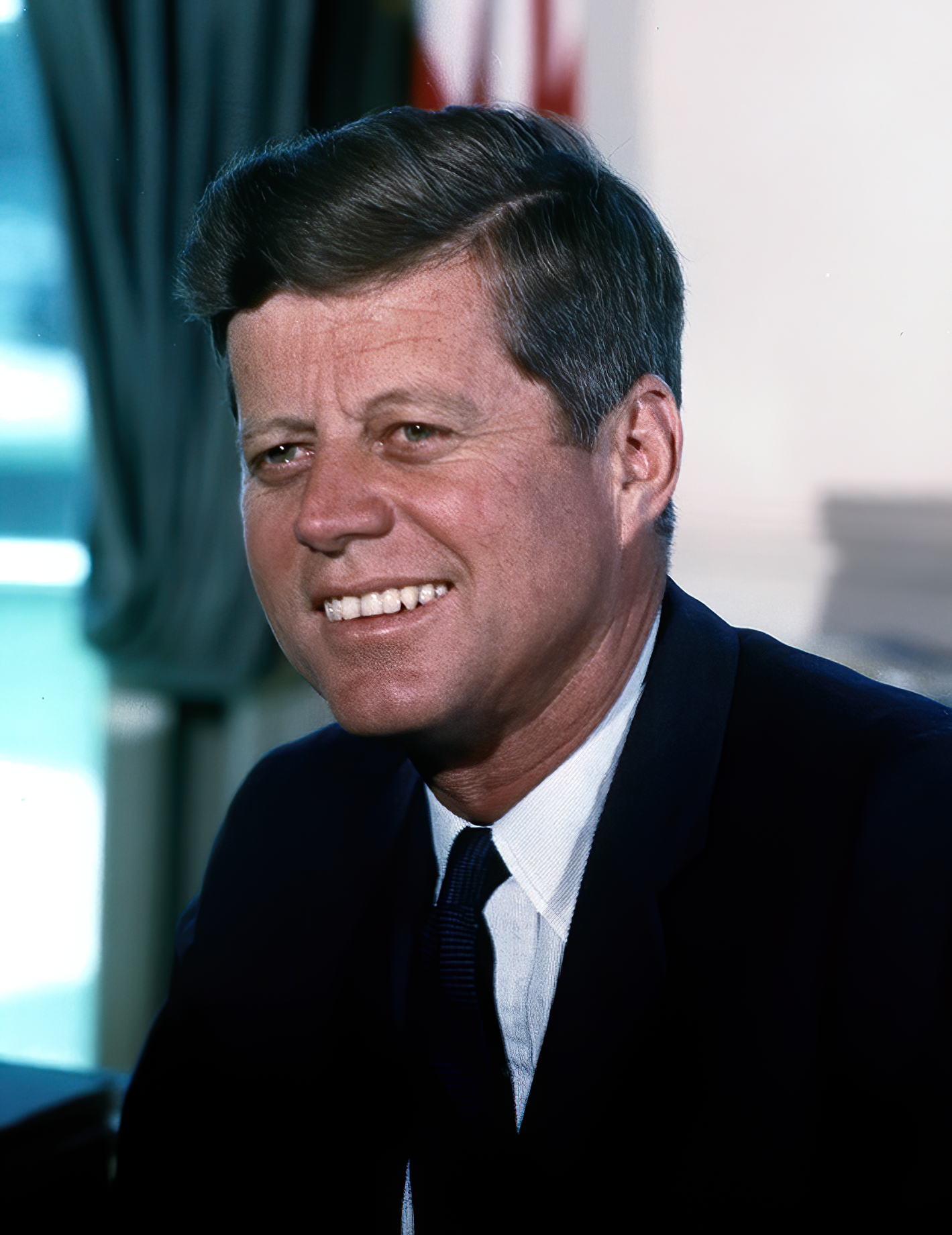
John F. Kennedy (1963), Foto: Cecil W. Stoughton

John Fitzgerald Kennedy (* 29. Mai 1917 in Brookline, Massachusetts; † 22. November 1963 in Dallas, Texas), privat „Jack“ genannt, später häufig nur bei seinen Initialen JFK, war als Politiker der Demokratischen Partei von 1961 bis zu seiner Ermordung im November 1963 der 35. Präsident der Vereinigten Staaten von Amerika. Er war nach Abraham Lincoln, James A. Garfield und William McKinley der vierte Präsident, der einem Attentat zum Opfer fiel.
Als Sohn von Joseph P. Kennedy und Mitglied der Kennedy-Familie wuchs er in privilegierten Verhältnissen auf; seine jüngeren Brüder Robert und Edward machten sich später gleichfalls als Politiker einen Namen. Nach einem Studium an der Harvard University diente Kennedy nach dem Eintritt der Vereinigten Staaten in den Zweiten Weltkrieg in der United States Navy, wo er sich als Kommandant eines PT-Schnellboots im Pazifikkrieg auszeichnete. Nach dem Tod des älteren Bruders Joe Kennedy Jr. gehorchte er den Ambitionen des Vaters und ging als Demokrat in die Politik. 
Im Januar 1947 zog er ins Repräsentantenhaus und im November 1952 in den Senat der Vereinigten Staaten. Als Senator konnte er sich vor allem im Senatsausschuss für auswärtige Angelegenheiten (United States Senate Committee on Foreign Relations) profilieren. In der knappsten Präsidentschaftswahl des 20. Jahrhunderts setzte er sich 1960 gegen den Republikaner Richard Nixon durch. Kennedy war der erste und bis zum Amtsantritt von Joe Biden 2021 auch der einzige Präsident römisch-katholischer Konfession.
In seine Amtszeit während der Hochphase des Kalten Krieges fielen historische Ereignisse wie die Invasion in der Schweinebucht, die Kubakrise, der Bau der Berliner Mauer, der Beginn der bemannten Raumfahrt, die Eskalation des Vietnamkriegs sowie die Zeit des zivilen Ungehorsams der afroamerikanischen Bürgerrechtsbewegung mit dem Marsch auf Washington für Arbeit und Freiheit als erstem Höhepunkt. Durch den Vertrag über das Verbot von Kernwaffenversuchen in der Atmosphäre, im Weltraum und unter Wasser und die Einrichtung des Roten Telefons setzte Kennedy erste Impulse in Richtung Entspannungspolitik. 
Sein vorsichtiges Agieren gegen die in den Südstaaten noch vorherrschende Rassentrennung führte sein Amtsnachfolger Lyndon B. Johnson fort, was im Civil Rights Act of 1964 resultierte. Wegen seines vergleichsweise jungen Alters und seines Charismas verkörperte er für viele die Hoffnung auf eine Erneuerung Amerikas, während sein dramatisches Ende als „Verlust der Unschuld“ erlebt wurde. Die Beweislage zu seiner Ermordung 1963 weist bis heute nicht geklärte Widersprüche auf und ist Objekt von Verschwörungstheorien. Das tödliche Attentat auf Robert F. Kennedy etwa fünf Jahre später führte zur Bildung des „Kennedy-Mythos“.

## Leben bis zur Präsidentschaft (1917–1961)

### Familie und Schule (1917–1935)

Geburtshaus von Kennedy, die heutige John Fitzgerald Kennedy National Historic Site

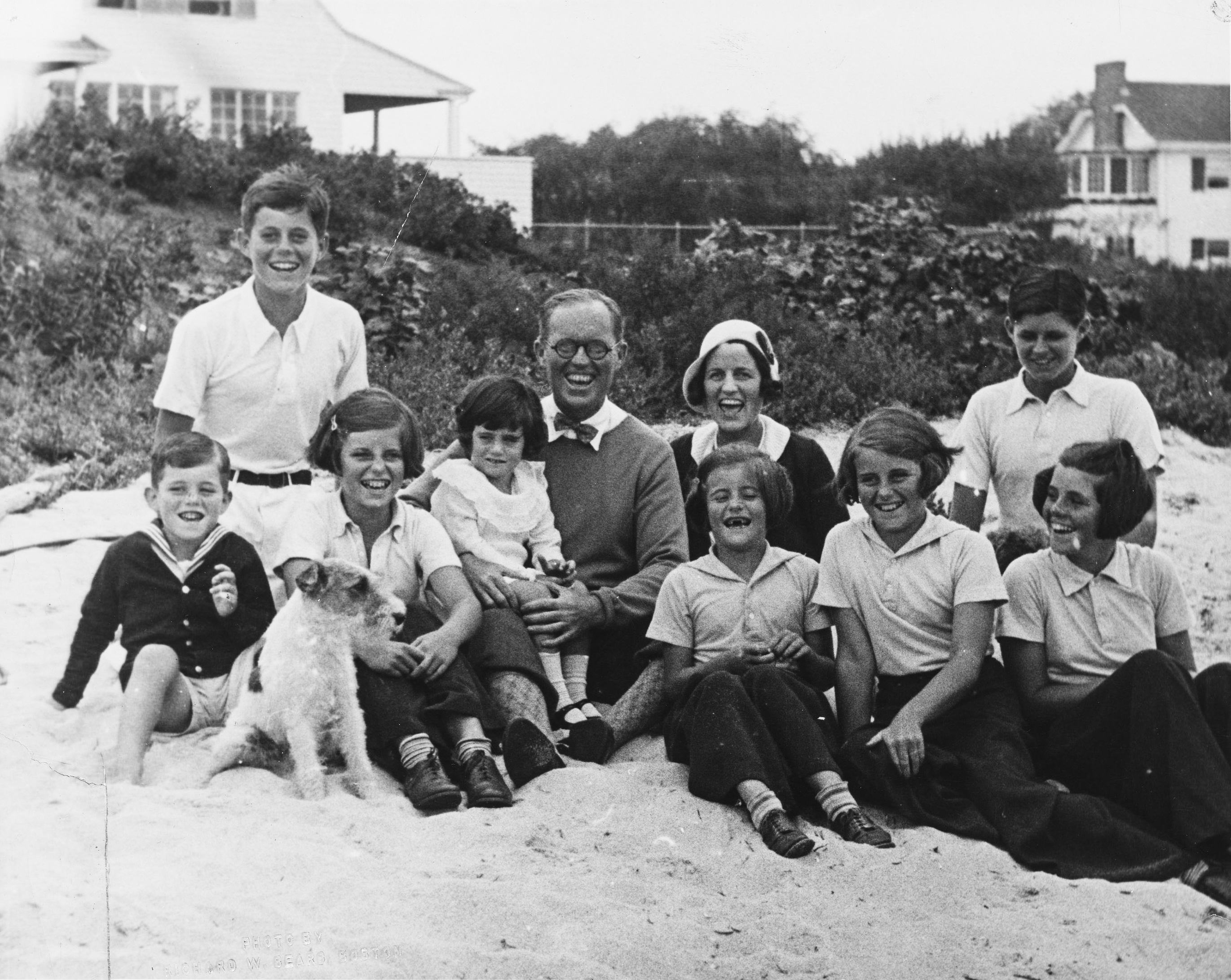
John F. Kennedy (oben links) mit Familie in Hyannis Port, September 1931

Kennedy wurde 1917 als zweites von neun Kindern und zweitältester Sohn von Joseph P. Kennedy und Rose Fitzgerald Kennedy in Brookline, Massachusetts, in der heutigen John Fitzgerald Kennedy National Historic Site geboren. Er stammte aus einer bedeutenden Familie: Sein Großvater mütterlicherseits war der demokratische Politiker John F. Fitzgerald, der als Kongressabgeordneter und Bürgermeister Bostons amtierte und als Zeitungsverleger zu erheblichem Wohlstand kam, während sein Großvater väterlicherseits, Patrick Joseph Kennedy, in den Senat und das Repräsentantenhaus von Massachusetts gewählt wurde und sich als Spirituosenhändler und Kleinbankunternehmer betätigte. Ihre Väter Patrick Kennedy und Thomas Fitzgerald waren in den späten 1840er Jahren beziehungsweise 1854 wegen der Großen Hungersnot aus Irland in die Vereinigten Staaten ausgewandert. John F. Fitzgerald hatte von Beginn der Schwärmerei zwischen seiner Tochter Rose und Joseph P. Kennedy im Jahr 1906 gegen diese Beziehung opponiert, in der er einen gesellschaftlichen Abstieg sah. Außerdem waren die Fitzgeralds und die Kennedys in Boston traditionell politische Gegner. Letztendlich blieb dieser Versuch erfolglos, und Joseph P. Kennedy und Rose Fitzgerald heirateten am 7. Oktober 1914. Kennedys jüngere Brüder Robert – der 1968 ebenfalls einem Attentat zum Opfer fiel – und Edward wurden später gleichfalls bedeutende Politiker. Zum Zeitpunkt seiner Geburt gehörte Kennedys irisch-amerikanische Familie zur römisch-katholischen Mittelschicht Bostons.
Joseph P. Kennedy hatte 1912 ein Studium an der Harvard University abgeschlossen und war danach als Bankenprüfer tätig. Mit 25 Jahren wehrte er erfolgreich die Übernahme des väterlichen Columbia Trust durch eine größere Bank ab und wurde daraufhin Direktor des Trusts. Am Tag der Geburt von John F. Kennedy wurde er in den Vorstand der Massachusetts Electric Company berufen, womit seine steile Karriere als Geschäftsmann ihren Anfang nahm. Die Mutter hatte katholische Bildungseinrichtungen der Herz-Jesu-Schwestern in Boston und in den Niederlanden sowie das New England Conservatory of Music besucht. Weil ihre Mutter die repräsentative Rolle der First Lady des Bostoner Bürgermeisters nicht wahrnehmen wollte, schlüpfte Rose in diese Rolle und wurde in der Stadt zu einer Berühmtheit. Sie begleitete ihren Vater bei einem Besuch im Weißen Haus bei Präsident William Howard Taft und 1912 auf den nationalen Parteitag der Demokraten, wo sie die Nominierung von Woodrow Wilson erlebte.
Während Joseph in der Erziehung großen Wert auf körperlichen und geistigen Wettbewerb zwischen den Kindern legte, setzte Rose Ordnungsliebe und Strenge als Schwerpunkte und ließ wenig emotionale Nähe zu. Beide Elternteile bemühten sich darum, bei ihren Kindern eine amerikanische statt eine irische Selbstidentifikation herauszubilden. Dies geschah auch vor dem Hintergrund der Gesellschaft Bostons, in der die ethnische Zugehörigkeit mehr als andernorts für den Rang in der sozialen Hierarchie entscheidend war. Joseph war ab dem Sommer 1919 als Börsenmakler tätig und erzielte in den nächsten sechs Jahren einen Spekulationsgewinn von annähernd zwei Millionen US-Dollar. Vier Jahre später erwarb er eine Kinokette in Massachusetts, die ihm weiteres Vermögen einbrachte. Ab 1930 stieg er mit Erfolg in das Spirituosengeschäft ein, insbesondere nach dem Ende der Prohibition im Jahr 1933.
Kennedy wurde 1922 auf der Edward Devotion School in Brookline eingeschult. Im Oktober 1924 wechselte er auf die Noble and Greenough School in Brookline, eine Privatschule, die auch sein älterer Bruder Joseph Patrick „Joe“ Kennedy Jr besuchte. Die Einrichtung hatte fast keine irisch-amerikanischen Schüler, und in der Elternschaft war Antikatholizismus weit verbreitet. Als die Noble and Greenough School kurz vor dem Konkurs stand, gründete Kennedys Vater 1926 mit anderen Eltern die Dexter School in Brookline. Joseph Kennedy hatte zu dieser Zeit begonnen, in das Filmgeschäft zu investieren und lebte häufig getrennt von der Familie in Hollywood. Nachdem sie sich im Jahr zuvor noch gegen einen Umzug der Familie nach New York City ausgesprochen hatte, stimmte Rose Kennedy angesichts einer in Boston grassierenden Polio-Epidemie dem Wunsch ihres Gatten zu. Die Familie mietete im September 1927 ein Anwesen in Riverdale in der Bronx. Kennedy besuchte dort die Riverside Country Day School. Im selben Jahr kaufte Joseph Kennedy eine großzügige Sommerresidenz in Hyannis und erwarb im Januar 1928 die Filmproduktionsgesellschaft der prominenten Schauspielerin Gloria Swanson in Hollywood. Im Jahr darauf verschmolz er die Firma mit anderen zu RKO Pictures und stieg dann mit großem Gewinn aus dem Filmgeschäft aus, als der von ihm produzierte Film Queen Kelly mit Regisseur Erich von Stroheim floppte. 1929 zog Kennedy in ein größeres Haus in Bronxville, während sein Vater noch vor dem Börsencrash des Schwarzen Donnerstags seine Aktien mit Gewinn verkaufen konnte. Die Familie gehörte nun zu den reichsten des Landes und war in die Ostküsten-Elite integriert. Auf Wunsch der Mutter besuchte Kennedy ab 1930 das römisch-katholische Internat Canterbury in New Milford, Connecticut.
Im Jahr 1931 litt Kennedy an gesundheitlichen Problemen und verpasste einen Großteil des Unterrichts. Deswegen wechselte er erst im Oktober auf die Choate School, ein Internat für Jungen in Wallingford, Connecticut. Auch 1932 fiel er häufiger wegen Krankheit aus, derweil sich die Schulleitung bei Rose Kennedy über die fehlende Reife ihres Sohnes beklagte. Statt eine ausgedehnte Sommerfreizeit in Hyannis genießen zu können, kehrte er bereits Anfang August auf das Internat zurück, um den versäumten Unterrichtsstoff nachzuholen. Aus den gleichen Gründen konnte er 1933 seine Eltern sowie James und Betsey Roosevelt nicht auf ihrer gemeinsamen Reise nach London begleiten, wo sein Bruder an der London School of Economics bei Harold Laski studierte. Anfang 1934 machten Kennedy nacheinander unterschiedliche Krankheiten zu schaffen, unter anderem eine Nesselsucht im Februar. Als sich der Zustand weiter verschlechterte und er zusehends an Gewicht verlor, brachten ihn seine Eltern an der Mayo Clinic in Rochester in Minnesota unter, ohne dass die Ärzte eine Ursache für sein Leiden finden konnten.

### Studium (1935–1940)
Im Mai 1935 erreichte er als 64. von 112 Schülern den Abschluss auf der Choate School und bewarb sich für ein Studium an der Princeton University und in Harvard, wo er im Juli angenommen wurde. Im September reiste er mit seiner Schwester Kathleen und seinen Eltern nach England. Er schrieb sich dort an der London School of Economics für ein Studium der Volkswirtschaftslehre ein. Die Gelbsucht zwang ihn jedoch, das Vorhaben aufzugeben und sich in ärztliche Behandlung zu begeben. Zurück in den Vereinigten Staaten, meldete er sich an der Princeton University an, musste diese aber aufgrund eines erneuten Krankheitsschubs im Dezember 1935 wieder verlassen. Nach einem längeren Krankenhausaufenthalt erholte er sich im Frühsommer 1936 auf einer Farm in Arizona und danach bei seinem Vater in Hollywood. Im September begann er schließlich das Studium an der Harvard University in Cambridge. Sein Tutor dort war John Kenneth Galbraith, der später von ihm zum Botschafter in Indien ernannt wurde. In Harvard studierte Kennedy bis 1940 Politik. Seinem Freund Lem Billings schrieb er über seine Anziehungskraft auf Frauen: „Ich werde jetzt hier Playboy genannt.“ Während seiner Studienzeit reiste er viel, auch durch das kurz vor dem Krieg stehende Europa. Das erste Mal kam er im Juli 1937 mit seinem Cabrio und in Begleitung von Billings nach Frankreich, Spanien, in das faschistisch regierte Italien und das Hitler-Deutschland. In seinem Tagebuch kommentierte er die politische Lage.
Im Dezember 1937 wurde sein Vater zum amerikanischen Botschafter im Vereinigten Königreich ernannt. Im Sommer 1938 konnte Kennedy darum an der Botschaft arbeiten, genoss aber auch den herzlichen Empfang durch den englischen Adel in Salons, bei Bällen, Regatten und Rennen. Zu dieser Zeit begann sich sein Vater als möglicher Präsidentschaftskandidat für die Wahlen 1940 zu positionieren, stellte sich aber mit seinen isolationistischen Äußerungen und der Nähe zum NS-Sympathisanten Charles Lindbergh ins politische Abseits. Am Jahresende erkrankte Kennedy wiederum schwer, ohne in der Mayo Klinik eine befriedigende Diagnose zu erhalten. Durch Joseph P. dazu angespornt, ging Kennedy, auch dank seiner herausgehobenen Position im Mitarbeiterstab, im diplomatischen Dienst eigene Wege. Er erlebte die nur kurze Zeit existierende Tschecho-Slowakische Republik sowie die Zerschlagung der Tschechoslowakei vor Ort. Weitere Stationen auf seiner sechsmonatigen Europareise 1939 waren ein Besuch in 10 Downing Street und ein Treffen mit dem neugewählten Papst Pius XII. Kurz vor Ausbruch des Zweiten Weltkriegs war er im August 1939 in Polen. Zwei Monate später kehrte er nach Harvard zurück.
Dort schrieb Kennedy drei Monate an seiner Abschlussarbeit, der Senior Thesis; er hatte die Unterstützung seines Vaters, der ihn mit Lord Lothian, dem britischen Botschafter, zusammenbrachte. Der Titel seiner Abschlussarbeit lautete: Appeasement in München: Das zwangsläufige Ergebnis der Langsamkeit der britischen Demokratie bei der Abkehr von einer Politik der Abrüstung. Daneben konnte er sich auf den amerikanischen Pressesekretär in London, James Seymour, verlassen, der Quellen erschloss, und genoss die Unterstützung von mehreren Schreibkräften. Das Papier las sich wie eine Verteidigung der jeweiligen britischen Premierminister. Die politische Auseinandersetzung über die Appeasement-Politik und Amerikas Rolle im Zweiten Weltkrieg war prägend für den jungen Kennedy, denn er emanzipierte sich hier vom Vater und dessen isolationistischer Haltung. Ganz im Gegensatz zu diesem sprach er sich für einen gemeinsamen Kampf der demokratischen Nationen gegen die totalitäre Expansion aus.
Im Juli 1940 machte Kennedy erstmals auf sich aufmerksam, als er seine Bachelorthesis über Englands Appeasement-Politik der Jahre 1932 bis 1939 unter dem Titel Why England Slept veröffentlichte. Der bekannte Journalist Arthur Krock half ihm bei der stilistischen Überarbeitung, schlug den schließlich gewählten Titel vor, der auf das Werk When England Slept (1938) von Winston Churchill anspielte, und empfahl einen Literaturagenten. Das Buch wurde wohlwollend besprochen und verkaufte rund 80.000 Exemplare. Im Sommer 1940 war Kennedy mit Öffentlichkeitsarbeit wie Interviews und Radiosendungen beschäftigt. Im Juni des Jahres hatte er Harvard mit einem Bachelor-Abschluss verlassen, und im Herbst schrieb er sich für einige Monate an der Stanford University ein, wo er in Palo Alto Kurse besuchte. Am 16. Oktober meldete er sich für den Wehrdienst in den Streitkräften der Vereinigten Staaten.

### Militärdienst im Zweiten Weltkrieg (1941–1945)

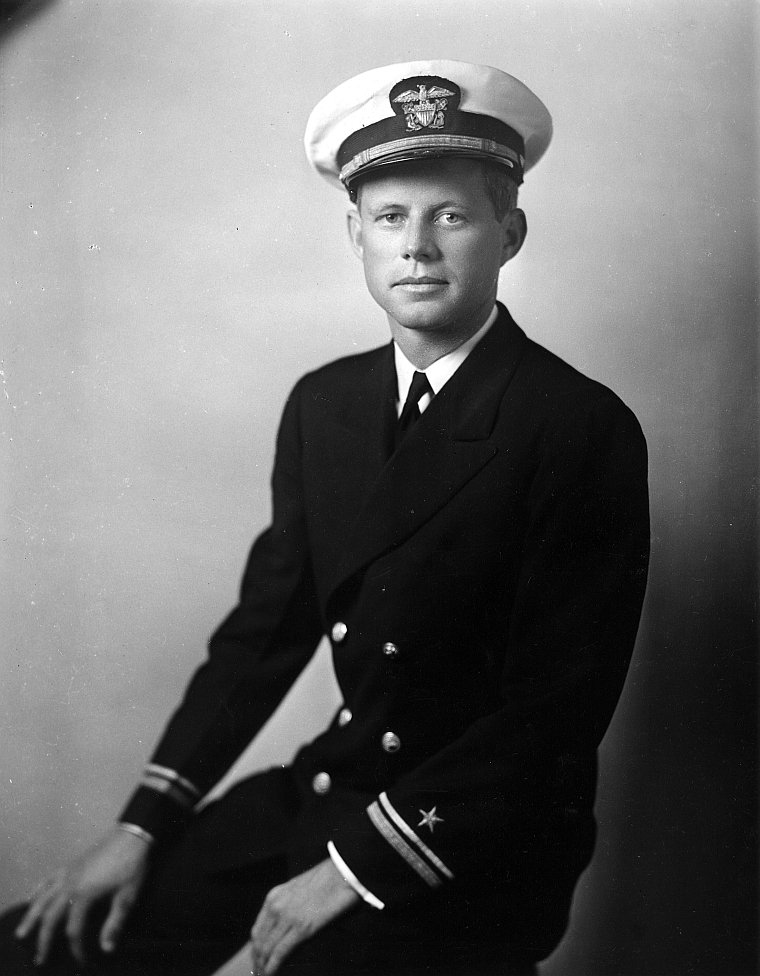
Kennedy als Marineoffizier (1942)

Bei der Freiwilligenmeldung für die US Army bereitete ihm sein schlechter Gesundheitszustand Schwierigkeiten, insbesondere seine Rückenprobleme. Nachdem er zuerst abgelehnt worden war, wurde er am 25. September 1941 mithilfe seines Vaters und dessen früheren Mitarbeiters Alan G. Kirk, Chef des Office of Naval Intelligence, bei der US-Marine als Ensign angenommen. Er bekam zunächst eine Bürotätigkeit zugewiesen, in deren Rahmen er sich mit kryptographischem Material beschäftigte. Nach dem Angriff der Japaner auf Pearl Harbor und dem Kriegseintritt der Vereinigten Staaten besuchte Kennedy zwei Monate eine Marineoffizierschule an der Northwestern University in Chicago.
Nach dem Abschluss seiner Ausbildung wurde er als Kommandant des Schnellbootes PT-109 in den Pazifik entsandt; am 25. April 1943 übernahm er seine Einheit in Tulagi auf den Salomonen, damals das British Solomon Islands Protectorate. Dieses Kommando schien ihm erstrebenswert, da es einem anderen Schnellboot gelungen war, General Douglas MacArthur 500 Meilen durch feindliches Gebiet von den Philippinen nach Australien zu bringen und dies in der Öffentlichkeit sehr stark präsent war. Kennedy wurde als einer von 1024 Bewerbern um die 50 Kommandos ausgewählt, wobei sein Vater wieder seinen Einfluss geltend machte.

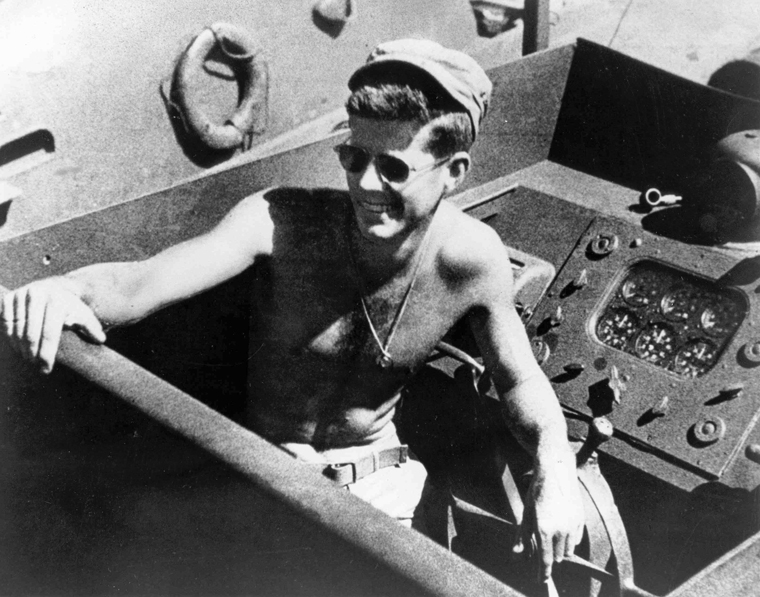
Kennedy als Lieutenant an Bord seines PT-Schnellboots (1943)

Am 2. August 1943 nahm Kennedys PT-109 an einer geheimen Nachtaktion bei den Salomonen teil. Das Schnellboot wurde gegen 02:30 Uhr während der Operation von dem japanischen Zerstörer Amagiri gerammt, den es anfangs für ein befreundetes Schiff gehalten hatte, und sank. Durch den Aufprall entzündete sich außerdem der Treibstoff des Schnellboots. Zwei Mitglieder von Kennedys Crew starben. Die überlebenden elf Besatzungsmitglieder klammerten sich bis zum Mittag an den Bug des Schnellboots, der aus dem Wasser herausragte. Kennedy entschied, mit seinen Kameraden nach Bird Island zu schwimmen, wobei er einen Soldaten mit schweren Brandwunden mitzog.
Diese Insel erhielt später den Namen Kennedy Island; sie liegt in der Nähe der Provinzhauptstadt Gizo, die im August 1943 von der japanischen Marine gehalten wurde. In der Nacht zum 3. August schwamm Kennedy zurück ins Meer in der vergeblichen Hoffnung, ein PT zu finden. Weil auf dem sehr kleinen Bird Island weder Nahrung noch Trinkwasser vorhanden waren, schwammen die Überlebenden am 4. August zu der Insel Olasana, wo sie sich mit Kokosnüssen versorgen konnten. Nachdem Kennedy und Ross in den Folgetagen weiter von Insel zu Insel geschwommen beziehungsweise nach dem Fund eines Kanus in der fünften Nacht seit dem Schiffbruch gepaddelt waren, traf die Gruppe schließlich auf mit den Alliierten verbündete Einheimische, die die Rettung der Crew veranlassten. Kennedy wurde in Amerika als Kriegsheld gefeiert, neben United und Associated Press berichtete der Boston Globe auf der Titelseite über ihn und John Hersey im New Yorker.
Für seinen Einsatz erhielt Kennedy verschiedene militärische Auszeichnungen, darunter das Purple Heart und die Navy and Marine Corps Medal. In dieser Zeit wurde er zu einem starken Kritiker der militärischen Führung: Er sah in vielen Generälen „nichts weiter als unfähige Bürokraten“. Kennedy hatte durch diesen Feindkontakt nur leichte Verwundungen davongetragen, aber die damit verbundenen Anstrengungen trugen zu seinem späteren Rückenleiden bei. Später wurde seine Militärzeit als „Tarnung“ für die Öffentlichkeit genutzt, um die Symptome der Addisonschen Krankheit Kennedys Einsatz im Zweiten Weltkrieg zuzuschreiben. Nach einer Operation am Rücken wurde Kennedy 1944 ehrenvoll aus dem Militärdienst entlassen.
Im Gegensatz zu John F. Kennedy überlebte sein Bruder Joe den Krieg nicht. Wahrscheinlich, um im Konkurrenzkampf mit seinem als Kriegsheld gefeierten jüngeren Bruder gleichzuziehen, verzichtete er nach 30 Kampfeinsätzen als B-24-Pilot auf den ihm zustehenden Fronturlaub und beharrte darauf, am D-Day und danach den Invasionstruppen Luftunterstützung zu geben. Er kam am Abend des 12. August 1944 bei einem Flugeinsatz der Operation Aphrodite über dem Ärmelkanal in einer mit zehn Tonnen Sprengstoff beladenen Consolidated PB4Y bei einer Explosion ums Leben. Damit ruhten die Hoffnungen des Vaters auf eine politische Karriere, die ihm selbst versagt geblieben war, nunmehr auf den Schultern von John F. Kennedy, der diesen Ehrgeiz verinnerlichte. Er begann zu dieser Zeit mit dem planmäßigen Aufbau seiner politischen Karriere. In den Monaten nach dem Tod des Bruders war er vor allem damit beschäftigt, ein Buch über ihn zu schreiben. As We Remember Joe wurde in einer geringen Auflage gedruckt, und die Verteilung blieb auf die Familie und den engen Freundeskreis beschränkt.

### Repräsentantenhaus (1945–1953)

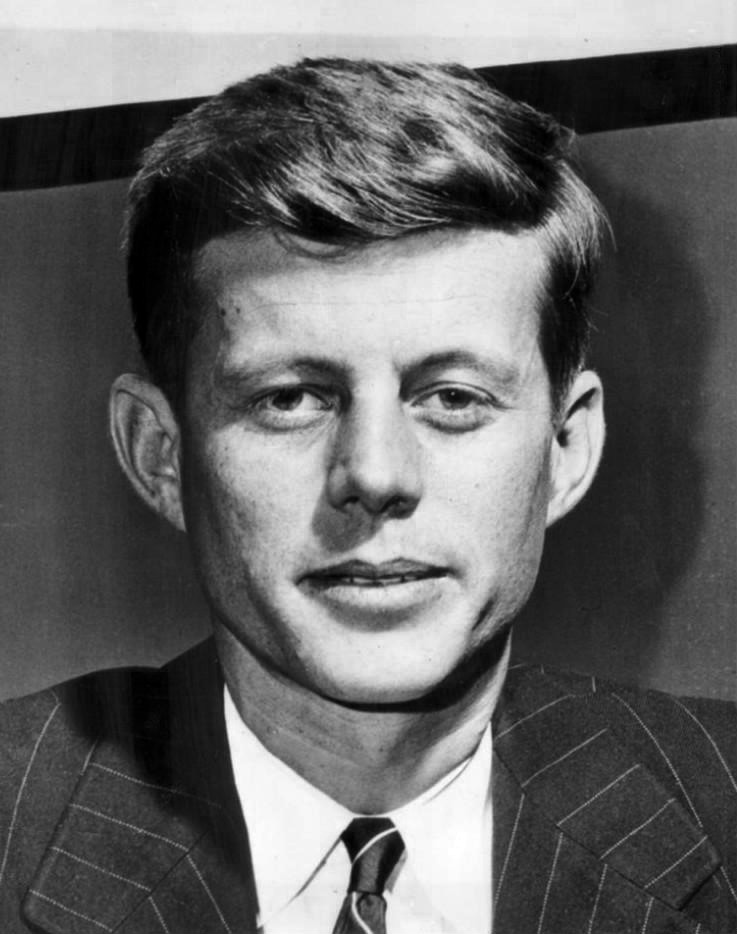
Kennedy als Kongressabgeordneter, Ende der 1940er Jahre

Das vor allem aus dem New Deal und einer zunehmenden Liberalisierung bestehende Vermächtnis des im April gestorbenen Roosevelt bewertete Kennedy kritisch; die Bindung seiner Familie an die Demokratische Partei rührte aus der Feindseligkeit der Republikaner gegenüber dem politischen Einfluss von Irisch-Amerikanern. In Massachusetts hatte sich insbesondere Senator Henry Cabot Lodge senior für die Begrenzung von Zuwanderung starkgemacht. Außerdem hatte das Eintreten der Demokraten für eine Reform der Prohibition in den Vereinigten Staaten die Irisch-Amerikaner an sie gebunden. Dank des väterlichen Einflusses arbeitete Kennedy im Frühling und Sommer 1945 als Journalist für Zeitungen der Hearst Corporation. Immer noch nicht vollständig vom Kriegseinsatz erholt, berichtete er im April und Mai 1945 von der Gründungskonferenz der Vereinten Nationen (UN) in San Francisco. Hinsichtlich der UN äußerte er sich vorsichtig, denn er sah ihre Gewalt aufgrund der tiefgreifenden Differenzen zwischen den Alliierten als beschränkt an. Danach begleitete er als Reporter im Frühsommer die Britische Unterhauswahl. Zwar nahm er den Stimmungsumschwung im Vereinigten Königreich wahr, äußerte sich aber in seinem Tagebuch enttäuscht von der Abwahl Churchills. Im Anschluss berichtete er von der Potsdamer Konferenz. Sein Vater bereitete für ihn indessen den in Boston, Cambridge und Somerville liegenden 11. Kongresswahlbezirk von Massachusetts für eine mögliche Kandidatur im nächsten Jahr vor. Über den gleichen Wahlbezirk war bereits sein Großvater Fitzgerald in das Repräsentantenhaus gezogen.
Mit beträchtlicher finanzieller Unterstützung durch den Vater ging Kennedy im April 1946 schließlich in das Rennen um den Einzug in den 80. Kongress der Vereinigten Staaten. Um das passive Wahlrecht zu bekommen, musste er im Wahlbezirk seinen Wohnsitz anmelden, wozu er ein kleines Appartement anmietete. Kennedy geriet in Boston schnell in den Ruf, ein reicher Opportunist und Carpetbagger zu sein. Die irisch-amerikanischen Wähler wurden nur langsam „mit ihm warm“, weil er wenig auf seine irische Abstammung gab und sich mehr als ein amerikanischer Aristokrat verstand. In der Primary der Demokraten setzte sich Kennedy am 18. Juni gegen zehn Mitbewerber durch. Der Sieg bei der eigentlichen Wahl zum Kongress gelang ihm am 5. November mit einem Anteil von knapp 80 Prozent gegen den Republikaner Lester W. Bowen deutlich.
Kennedy nahm sein Mandat im Repräsentantenhaus ab dem 3. Januar 1947 wahr; ihm war sein eingeschränkter Einfluss dort klar. Er wohnte mit seiner Schwester Eunice zusammen in einem gemieteten Haus mit Köchin und schwarzem Hausangestellten in Georgetown. In seinen beiden Büros in der Hauptstadt und dem Kongresswahlbezirk hatte er dank finanzieller Unterstützung seines Vaters mehr Mitarbeiter als alle anderen Abgeordneten. Seine erste Rede im Haus hielt Kennedy am 16. April zum Taft-Hartley-Gesetz, das er als zu gewerkschaftsfeindlich entschieden ablehnte. Die im März 1947 von Präsident Harry S. Truman skizzierte Außenpolitik, die den Marshallplan vorsah und gemäß Truman-Doktrin die Regierungen von Griechenland und der Türkei gegen einen kommunistischen Machtwechsel unterstützte, befürwortete er. Die älteren Abgeordneten betrachteten ihn anfangs skeptisch als jemanden aus einer berühmten Familie, der sein Mandat mehr geerbt als es sich erkämpft hatte.
Im Spätsommer 1947 reiste Kennedy nach Europa, um unter anderem in Irland Ahnenforschung zu betreiben. In New Ross besuchte er im August entfernt verwandte Kennedys. Im September 1947 erlebte er in London wieder einen gesundheitlichen Kollaps. Bei Kennedy, der seit seiner Kindheit immer wieder an Durchfällen, Müdigkeit und mysteriösen Zusammenbrüchen gelitten hatte, wurde bei dem folgenden vierwöchigen Klinikaufenthalt die Addisonsche Krankheit diagnostiziert, eine Unterfunktion der Nebennierenrinde. Zu diesem Zeitpunkt war sein Gesundheitszustand so schlecht, dass erste Vorbereitungen für die Sterbesakramente getroffen worden waren. Die medikamentöse Therapie der Addisonschen Krankheit hatte erhebliche Nebenwirkungen, unter anderem starke Schmerzen. Vor der Öffentlichkeit wurde dieses Leiden geheim gehalten und Kennedys Gesundheitsprobleme seiner Verwundung im Krieg und einem Sportunfall zugeschrieben. Inwieweit ihn diese Krankheit in der Amtsführung im Weißen Haus beeinträchtigte, ist in der Forschung umstritten. Bekannte und Begleiter äußerten später, die Medikation habe Kennedys Fähigkeit zur Ausübung seines Amtes nicht beeinträchtigt. Im folgenden Jahr reiste Kennedy mittlerweile zum siebten Male nach Europa anlässlich der Beerdigung seiner Schwester Kathleen Cavendish, die bei einem Flugzeugabsturz am 13. Mai 1948 mit ihrem Gatten ums Leben gekommen war. Nach England besuchte er Frankreich und Italien, um sich ein Bild von der Effektivität des Marshallplans zu verschaffen. Über die Luftbrücke gelangte er während der Zeit der Blockade schließlich nach West-Berlin. Zurück in Amerika, wurde er in den 81. Kongress der Vereinigten Staaten gewählt. Sein engster politischer Freund war zu dieser Zeit George Smathers; keiner von beiden verfolgte die Abgeordnetentätigkeit mit besonderem Ernst. Im Repräsentantenhaus stimmte er aus Sorge um den Verteidigungsetat 1948 gegen Steuerkürzungen. Als Mitglied im United States House Committee on Education and Labor („Ausschuss für Bildung und Arbeitskräfte“) sprach er sich gegen Fördermaßnahmen des Bundes im Bildungsbereich aus, weil Schulen in kirchlicher Trägerschaft davon ausgeschlossen waren.
Im Jahr 1949 verfestigten sich seine Pläne für einen weiteren politischen Aufstieg. Dazu schwebte ihm eine Wahl in den Senat oder als Gouverneur von Massachusetts vor. Um sich über seinen Kongresswahlbezirk hinaus bekannt zu machen, begann er am Wochenende als Redner im westlichen Teil des Bundesstaats aufzutreten. Insbesondere katholische Organisationen wie die Kolumbusritter oder die Society of the Holy Name luden ihn zu Veranstaltungen ein. Im folgenden Jahr wurde er erneut mit Leichtigkeit in den Kongress gewählt, wobei er fünf Mal mehr Stimmen erhielt als sein republikanischer Konkurrent. Gleichfalls 1950 unternahm er mit seiner Schwester Patricia Kennedy Lawford und seinem Bruder Robert eine siebenwöchige Reise nach Israel, Iran, Pakistan, Indien, Singapur, Thailand, Südkorea und Japan. Seiner beabsichtigten Kandidatur für den Senat, die er gegenüber Hale Boggs, dem demokratischen Parteiführer des Repräsentantenhauses der Vereinigten Staaten, damit begründete, dass ihn die Abgeordnetentätigkeit langweile, rechnete angesichts des republikanischen Konkurrenten Henry Cabot Lodge junior wenig Chancen aus. Kennedys Vater sah hingegen im Wettbewerb mit Lodge eine Nagelprobe für eine zukünftige Präsidentschaftskandidatur. Bei einer Asienreise im Oktober 1951, die unter anderem zu Treffen mit David Ben-Gurion und Jawaharlal Nehru führte, erlitt Kennedy in Tokio einen gesundheitlichen Zusammenbruch und stand erneut an der Schwelle des Todes; nach dem Spenden der Sterbesakramente erholte er sich wieder langsam. Außerdem lernte er 1951 auf einer Dinnerparty die bereits verlobte, zwölf Jahre jüngere Journalistin Jacqueline Lee Bouvier kennen, die für den Washington Times-Herald arbeitete. Ihr Vater John Vernou Bouvier war Franko-Amerikaner und als Börsenmakler zu Wohlstand gelangt, von dem er aber den größten Teil während der Great Depression verloren hatte. Er zählte zum rechten Flügel der Republikaner und hasste Franklin Delano Roosevelt. Nach der Trennung der Eltern war sie bei ihrer Mutter und dem Stiefvater aufgewachsen und hatte an der Universität Paris (Sorbonne) und der George Washington University ihren Studienabschluss in Kunstgeschichte gemacht.
Anfang 1952 war Kennedy noch unentschlossen, ob er in diesem Jahr die Wahl zum Gouverneur oder zum Senator angehen sollte. Nachdem der demokratische Amtsinhaber Paul A. Dever seine erneute Kandidatur als Gouverneur von Massachusetts angekündigt hatte, gab Kennedy einen Tag später am 7. April seine Teilnahme im Rennen um den Senat bekannt. Im Mai begann die Liebesbeziehung zu Jacqueline Lee Bouvier. Im Wahlkampf um einen Sitz im Senat 1952 wandte sein Vater mehrere Millionen US-Dollar auf, um Komitees zur Unterstützung seines Sohnes zu gründen. Er nutzte dabei eine Gesetzeslücke: Ein Kandidat durfte nicht mehr als 20.000 Dollar seines eigenen Vermögens einsetzen, Spenden waren auf 1.000 Dollar pro Person begrenzt. Nur eine von fünf Lokalzeitungen in Boston, die Boston Post, unterstützte Kennedy; ihr hatte Joe Kennedy ein Darlehen über 500.000 Dollar gegeben. Der Ausgang der Kongresswahl im November 1952 war knapp: Kennedy konnte 51,5 Prozent für sich verbuchen. Die Wahlbeteiligung lag bei 91 Prozent, eine Steigerung um 17 Prozentpunkte. Nachträgliche Analysen zeigten, dass besonders nationale Minderheiten Kennedy ihre Stimmen gegeben hatten.

### Heirat und Ehe mit Jacqueline Lee Bouvier (1953)

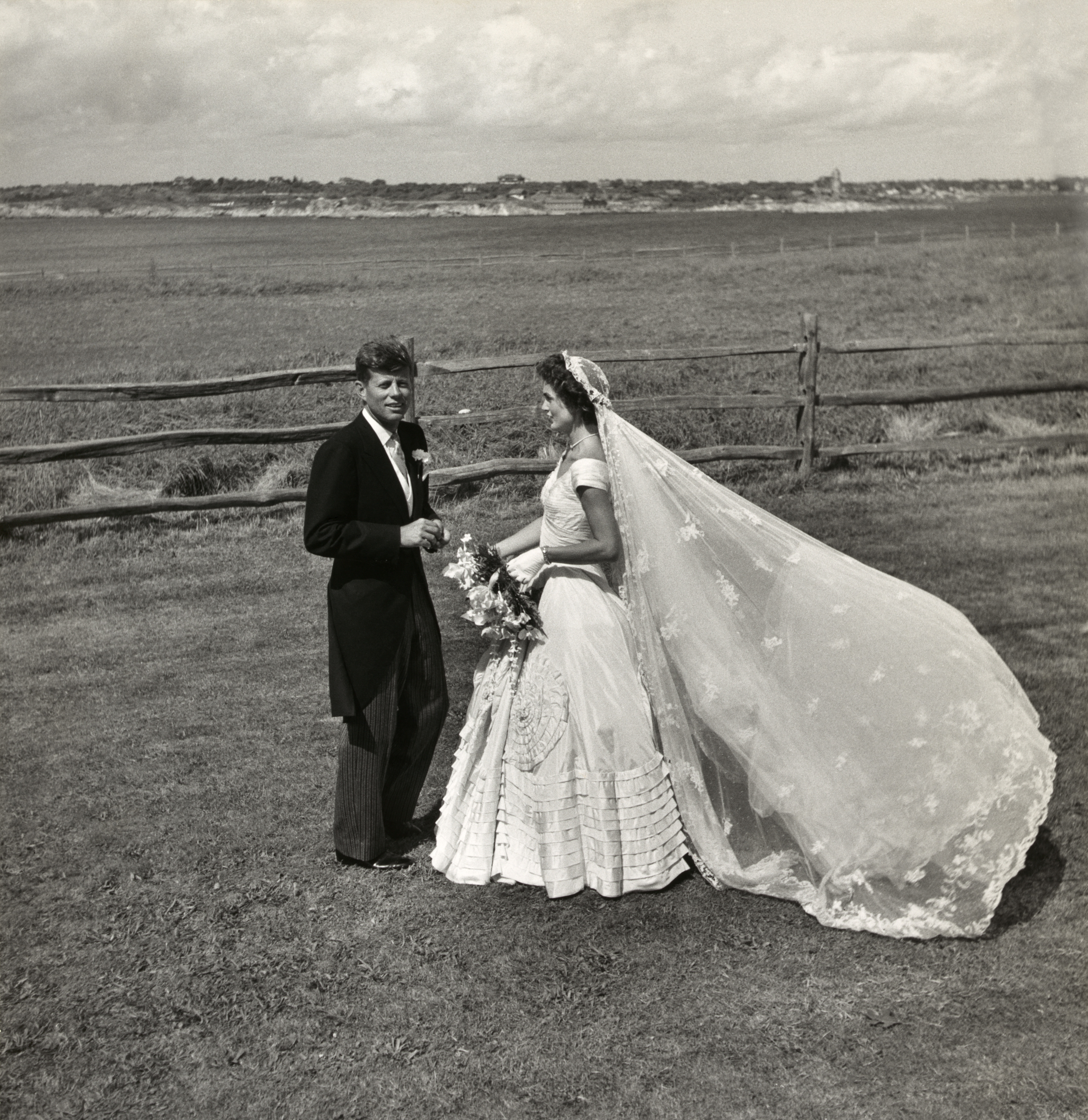
Kennedy und Jacqueline Bouvier an ihrem Hochzeitstag (Fotografin Toni Frissell)

Mit dem Einzug in den Senat war die erste Hürde zur Präsidentschaft überwunden, doch Kennedy wusste, dass ein unverheirateter Mann nicht zum Präsidenten gewählt werden würde, selbst nicht ein aufstrebender Stern im Politikbetrieb wie er. Dies war neben seiner Liebe zu Jacqueline Lee Bouvier ein weiterer Grund für die Hochzeit, die am 12. September 1953 gefeiert wurde. Die kirchliche Trauung fand in der St. Mary’s Church in Newport, Rhode Island statt. Joseph Kennedy sorgte dafür, dass sowohl die New York Times als auch die Washington Post auf der Titelseite von dem Ereignis berichteten. Die Trauungszeremonie wurde von Richard Cushing geleitet, dem Erzbischof von Boston. Insgesamt wohnten der Hochzeit 1200 Gäste bei. Die Heirat, von der Presse als „Hochzeit des Jahres gefeiert“ und im Life Magazine in einem ausführlichen Artikel thematisiert, war von Jacquelines Mutter aktiv gefördert worden, um die zusehends strapazierte finanzielle Situation ihrer Tochter zu verbessern. Die ersten Jahre ihrer Ehe lebten sie in einer mondänen Residenz in Georgetown, die – wie auch ihre Aufenthalte in der Sommerresidenz des Kennedy-Clans in Hyannis Port – stets die Aufmerksamkeit von Presse und Film auf sich zogen. Nach zwei Fehlgeburten brachte Jacqueline Kennedy am 27. November 1957 ihre erste Tochter, Caroline, zur Welt; am 25. November 1960 wurde John F. Kennedy jr. geboren. Ein weiterer Sohn, Patrick Bouvier Kennedy, starb kurz nach seiner Geburt am 7. August 1963.

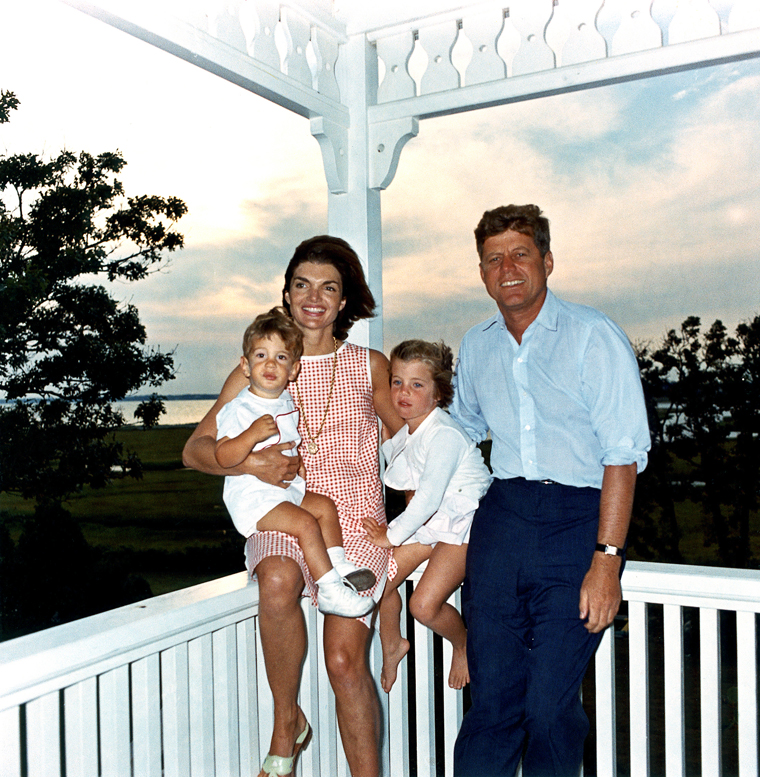
John und Jacqueline Kennedy mit John, Jr. und Caroline in Hyannisport, 1962

Kennedy galt als Frauenheld. Ihm wurden zahlreiche außereheliche Affären nachgesagt, unter anderem mit prominenten Schauspielerinnen wie Marilyn Monroe. Die kolportierte Verbindung mit Monroe sorgte angesichts ihres Todes und der Gerüchte um ihre Liaison mit seinem Bruder Robert für vielfältige Spekulationen über die Beteiligung des amerikanischen Geheimdienstes. Von 1960 bis 1962 unterhielt Kennedy eine Liebesaffäre mit Judith Campbell, die während dieser Zeit auch mit den Gangstern Sam Giancana und John Roselli verkehrte. Für Jacqueline kam nach der Hochzeit nicht nur die hohe Frequenz seiner Untreue als ein Schock, sondern auch das Ausmaß seiner gesundheitlichen Probleme. Kennedy musste sich mehreren gefährlichen Rückenoperationen unterziehen, von denen ihn eine ein Jahr nach der Hochzeit fast das Leben kostete. Auch in diesem Fall waren ihm Ende Oktober in einem New Yorker Krankenhaus bereits die Sterbesakramente erteilt worden; Vizepräsident Richard Nixon besuchte ihn im Hospital und war von Kennedys Gesundheitszustand geschockt. Der junge Senator gehörte zu den ersten Addison-Patienten, die diese umfangreiche Operation überlebten. Während seines Krankenhausaufenthalts begann er mit den Arbeiten zu dem Buch Profiles in Courage.

### Senat (1953–1960)
Kennedys Sieg über den republikanischen Amtsträger Lodge, der hauptsächlich in der Kampagnenführung für Dwight D. Eisenhower gebunden war und erst ab dem 13. Juli Zeit für seinen eigenen Wahlkampf hatte, war insofern bemerkenswert, als bei der gleichzeitig stattfindenden Präsidentenwahl die Republikaner sowohl in Massachusetts als auch landesweit einen klaren Sieg erringen konnten. Kennedy sah bald in seiner neuen Tätigkeit als Senator „den korrumpierendsten Job der Welt“. Als Abgeordneter und Senator setzte er sich für soziale Reformen und die Interessen der Arbeiterklasse und der Minderheiten ein, während er außenpolitisch den Marshallplan und die NATO-Gründung unterstützte. Der China-Politik von Präsident Harry S. Truman stand er skeptisch gegenüber. Anders als sein Vater, der Joseph McCarthy nahestand, betrachtete er dessen antikommunistische Kampagnen mit gemischten Gefühlen, ohne sich jedoch öffentlich davon zu distanzieren. Dennoch warnte er vor dem „sowjetischen Atheismus und Materialismus“.
Im Februar 1955 wurde Kennedy die im Vorjahr in seinen Rücken implantierte Eisenplatte entfernt, die ihn mit Infusionen zur Behandlung der Nebenniereninsuffizienz versorgte. Erneut kam es zu so ernsten Komplikationen, dass ihm die Sterbesakramente erteilt wurden. Zwar konnte er sich erholen, aber seinen Senatssitz erst am 24. Mai wieder einnehmen. Sein Buchmanuskript Profiles in Courage wurde von Harper & Row abgelehnt, jedoch setzte er die Arbeit daran weiter fort. Im Sommer tauchten in der Presse die ersten Berichte über Kennedys Ambitionen auf die Vizepräsidentschaft als Running Mate von Adlai Ewing Stevenson junior bei der kommenden Präsidentschaftswahl auf. Im Vorfeld der Democratic National Convention vom August 1956 in Chicago, dem Nominierungsparteitag der Demokraten, zirkulierten Studien zum Wahlverhalten der Katholiken. John Moran Bailey von Gallup und Meinungsforscher der University of Michigan kamen zu dem Schluss, dass diese Bevölkerungsgruppe eine höhere Wahlbeteiligung hatte und bis 1952 mehrheitlich für die demokratischen Präsidentschaftskandidaten gestimmt hatte, womit Kennedy ins Spiel kam. Er selbst arbeitete im Juli in Malibu in der Residenz seines Schwagers Peter Lawford an einem Film über die Geschichte der Demokraten, der auf der Convention präsentiert wurde. Bei dieser Gelegenheit lernte er Marilyn Monroe kennen.
Auf dem Nominierungsparteitag leitete er die Delegation von Massachusetts. Seine Ambitionen wurden vom Gouverneur Connecticuts Abraham A. Ribicoff und Teilen der Südstaaten-Demokraten unterstützt. Das Lager Stevensons hingegen beäugte Kennedy kritisch, weil dort Gerüchte um dessen kritische Gesundheit die Runde machten. Stevenson bat Kennedy, auf der Convention die Nominierungsrede für ihn zu machen und versicherte ihm, dass er dadurch nicht aus dem Rennen um die Vizepräsidentschaft fiele. Zwar hatte Stevenson nicht viel für Senator Estes Kefauver aus Tennessee übrig, der gleichfalls die Vizepräsidentschaft anstrebte, aber aus seiner Sicht sprachen drei Aspekte gegen Kennedy als Running Mate, nämlich seine Jugend, sein katholischer Glaube und sein berüchtigter Vater. Zur Verblüffung der Delegierten legte er sich daher nach seiner Nominierung als Präsidentschaftskandidat nicht auf einen Mitbewerber fest, sondern gab die Abstimmung über den Vizepräsidentschaftskandidaten frei. Am 17. August kam Kennedy im dritten Wahldurchgang der erforderlichen Mehrheit nahe, unterlag jedoch im vierten Kefauver. Die in Chicago erreichte nationale Bekanntheit verhalf Profiles in Courage, das Anfang des Jahres erschienen war, auf die Bestsellerliste. Kennedy bekam dafür 1957 den Pulitzer-Preis. Lange Zeit später wurde bekannt, dass das Buch, das Situationen im Leben bekannter amerikanischer Politiker schildert, in denen diese sich zwischen Partei und Gewissen zu entscheiden hatten, von Kennedys damaligem Mitarbeiter Ted Sorensen verfasst worden war. Ende August 1956 starb Jacqueline fast an den Komplikationen einer Fehlgeburt, während Kennedy auf einer Yachtreise im Mittelmeer weilte. Als er bei ihr eintraf, war sie zur Scheidung entschlossen, fühlte sich aber der Macht der Kennedy-Familie ausgeliefert.
Nach der verlorenen Präsidentschaftswahl Stevensons ging Kennedy unmittelbar daran, sich als Präsidentschaftskandidat für 1960 aufzubauen, während sich bei den Republikanern bald Nixon als wahrscheinlicher Kandidat abzeichnete. Politisch distanzierte er sich vom linken Parteiflügel und machte den Dixiecrats Avancen. Diese Annäherung an die die Rassentrennung befürwortenden Südstaaten-Demokraten brachte ihn in Konflikt mit der Bürgerrechtsbewegung. Insgesamt versuchte er, sich in der politischen Mitte zu positionieren. Als Kennedy im November 1957 versicherte, dass er keine Ambitionen auf das Weiße Haus habe, wurde dies in der Hauptstadt mit einem Schmunzeln zur Kenntnis genommen. Im Senatsausschuss für auswärtige Angelegenheiten (United States Senate Committee on Foreign Relations) konnte Kennedy sich zunehmend profilieren und auch international auf sich aufmerksam machen. Ein Schwerpunkt von Kennedy waren die Dekolonisation Afrikas und das damit verbundene Erwachen des Nationalismus auf diesem Kontinent. Im Jahr 1957 sprach er sich für die Unabhängigkeit Algeriens aus und kritisierte die Kolonialpolitik Frankreichs, was über die Landesgrenzen hinaus Beachtung fand. Bei den Kongresswahlen im November 1958 verteidigte Kennedy seinen Senatssitz mit einer Rekordmehrheit in der Geschichte des Bundesstaats gegen den Republikaner Vincent Celeste. Für seine Wahlkampagne schaffte sich Kennedy 1959 ein Privatflugzeug an und richtete ein Hauptquartier in Washington, D. C., ein, das sein Schwager Stephen Edward Smith, der Gatte von Jean Ann Kennedy, leitete. Mit der für den Wahlkampf obligatorischen Biographie beauftragte er den Historiker James MacGregor Burns. Politisch bewegte er sich mit dem Eintritt in den Democratic Advisory Council auf den linken Parteiflügel zu; dieses Gremium war lange Zeit durch Eleanor Roosevelt geprägt worden. Kennedy tourte im Jahr 1959 durch 25 Bundesstaaten.

### Präsidentschaftswahl 1960

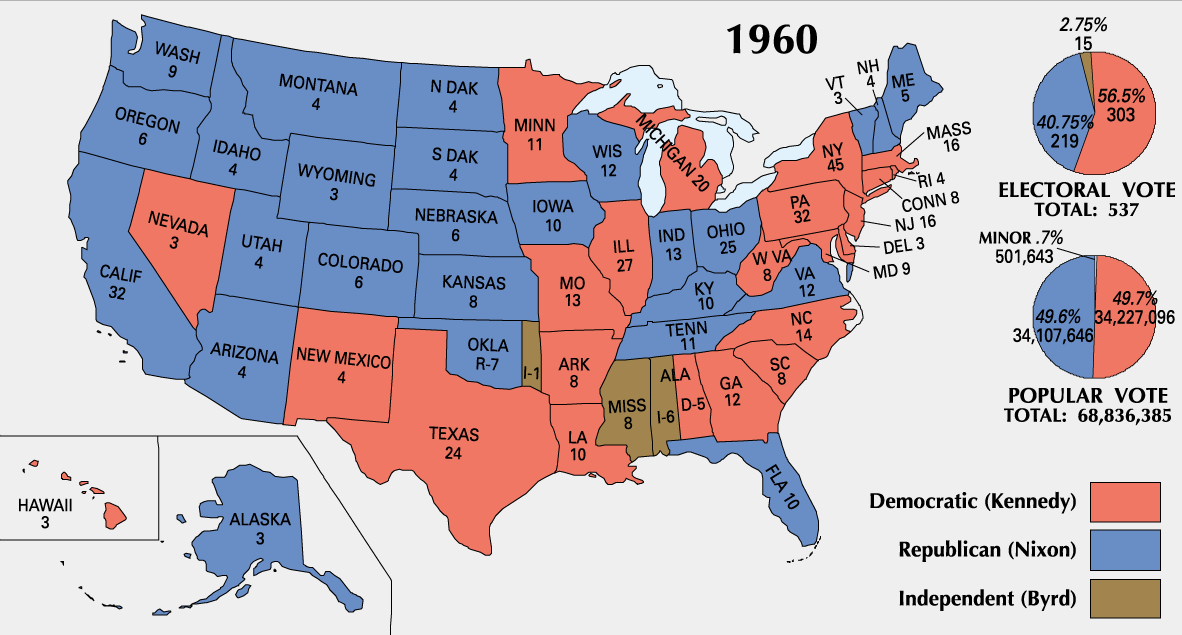
Ergebnisse der Präsidentschaftswahl 1960 nach Bundesstaat (siehe Farblegende) sowie Stimmverteilung bei Popular Vote und im Electoral College (siehe Kreisdiagramme)

Am 2. Januar 1960 gab Kennedy offiziell seine Bewerbung als demokratischer Präsidentschaftskandidat bekannt. Im Frühjahr verzeichnete er bei den Primaries wichtige Erfolge in Wisconsin, Pennsylvania und Indiana, während sein Konkurrent Senator Hubert H. Humphrey vor allem auf einen Kantersieg in West Virginia angewiesen war. Dieser Bundesstaat galt als Lackmustest dafür, wie Kennedys Katholizismus sich auf das Wahlverhalten auswirkte. Als er am 10. Mai auch hier Humphrey hinter sich ließ, zog sich dieser aus dem Rennen um die Nominierung zurück, womit Kennedy es nur noch mit Stevenson und Lyndon B. Johnson, dem Mehrheitsführer im Senat, zu tun hatte. Vor der am 11. Juli in Los Angeles beginnenden Democratic National Convention hatte Kennedy über seine Vorwahlergebnisse die Kür zum Kandidaten eigentlich sicher. In den Stunden vor dem entscheidenden Wahlgang am 13. Juli äußerte sich Johnson zwar noch äußerst kritisch über Kennedy, konnte aber dessen klaren Sieg im ersten Wahldurchgang nicht verhindern.
Kurz nach seiner Nominierung auf dem Parteitag machte Kennedy am 14. Juli trotz der Vorbehalte seines Bruders Robert, der den Wahlkampf leitete, seinen vormaligen Rivalen Johnson zu seinem Running Mate für das Amt des Vizepräsidenten. Eine Überlegung hierbei war, dass er Johnson in der Funktion als Vizepräsident besser unter Kontrolle hatte denn als Mehrheitsführer im Senat, wo er potenziell das Weiße Haus in der Gesetzgebung blockieren konnte. Kennedy hoffte damit auch texanische Wähler – Johnson stammte aus Texas – und die Südstaaten insgesamt für sich zu gewinnen, die Kennedy skeptisch gegenüberstanden. Entsprechend gab es bei den liberalen Demokraten im Norden Widerstand gegen Johnson. In der Tat gelang es dem Kennedy/Johnson-Team, Texas bei der Wahl mit dem bis dahin knappsten Popular Vote bei einer Präsidentschaftswahl zu gewinnen. Eine wichtige Rolle bei der Entscheidung für Johnson spielte Sam Rayburn, der Sprecher des Repräsentantenhauses war, und sich zuerst gegen Johnson als Running Mate ausgesprochen hatte. Nach Alfred E. Smith bei der Wahl 1928 war Kennedy erst der zweite katholische Präsidentschaftskandidat einer großen Partei in der amerikanischen Geschichte.
Bei diesem Wahlkampf kam es am 26. September zum ersten Fernsehduell der Präsidentschaftskandidaten, das von rund 70 Millionen Zuschauern gesehen wurde und das Kennedy zu seinen Gunsten nutzen konnte, auch weil er ausgeruhter und gepflegter aussah als sein Konkurrent Richard Nixon, der nicht in die Maske gegangen war. Diejenigen, welche die Debatte nur im Radio gehört hatten, favorisierten Nixon. Die Wahl am 8. November gewann Kennedy sehr knapp mit lediglich 0,1 % mehr Stimmen im Popular Vote gegen seinen republikanischen Kontrahenten, wobei aufgrund des amerikanischen Wahlsystems die Mehrheit im Electoral College deutlicher war. Unter den katholischen Wählern erreichte er 83 % und bei den protestantischen ein Drittel. Mit 43 Jahren war Kennedy der jüngste ins Amt gewählte und insgesamt zweitjüngste Präsident nach Theodore Roosevelt, der 1901 mit 42 Jahren nach der Ermordung William McKinleys als Vizepräsident automatisch ins Präsidentenamt nachgerückt war. Kennedy war außerdem bis zum Amtsantritt Joe Bidens 2021 der einzige katholische Präsident der Vereinigten Staaten.
Die Mafia von Chicago und deren Boss Sam Giancana setzten sich für Kennedy ein und unterstützten über Joseph den Präsidentschaftswahlkampf finanziell. Später machten sie geltend, über ihren Einfluss im Cook County den Bundesstaat Illinois am 8. November für Kennedy gewonnen zu haben. Die Mobster hofften wohl, Frank Sinatra und seine Kontakte zu John F. Kennedy nutzen zu können, um einer Strafverfolgung zu entgehen.

## Präsidentschaft (1961–1963)
Kennedy konzentrierte sich gleich nach seiner Wahl auf den Tag der Amtseinführung. Zum Zeichen, dass „Männer von Geist“ wieder eine große Rolle in der Hauptstadt spielen sollten, bat er den 86-jährigen Lyriker Robert Frost, ein Gedicht vorzutragen. Als Zeichen an die Afroamerikaner ließ er die prominente Sängerin Marian Anderson die Nationalhymne singen. Kennedy wurde am 20. Januar 1961 in das Amt des Präsidenten der Vereinigten Staaten eingeführt. Bei seiner Antrittsrede forderte er die Amerikaner in einer vielzitierten Wendung auf: “Ask not what your country can do for you — ask what you can do for your country” („Frage nicht, was dein Land für dich tun kann – frage, was du für dein Land tun kannst“).

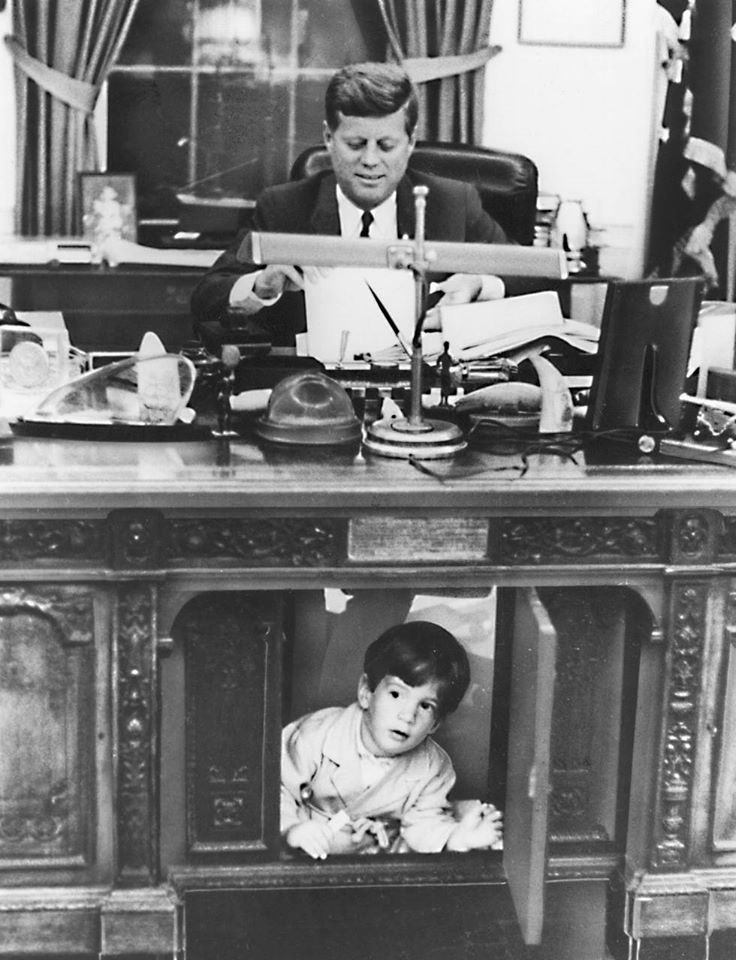
John Junior spielt unter dem Schreibtisch Kennedys im Oval Office (Stanley Tretick, 2. Oktober 1963)

In der Öffentlichkeit wurde das Weiße Haus zu einem Medienereignis, denn die Kennedys waren seit Theodore und Edith Roosevelt wieder die erste Präsidentenfamilie, die mit Kleinkindern in das Anwesen einzog. Außerdem wurde Jacqueline Kennedy, die drittjüngste First Lady der amerikanischen Geschichte, als ideale Besetzung angesehen. Ihre modische Stilsicherheit und Gewandtheit in Französisch, Italienisch und Spanisch machte sie außer in Amerika vor allem in Europa so populär, dass Kennedy sie als einen wichtigen politischen Trumpf anerkannte. Als Jacqueline Kennedy sich die Beschaffung und Renovierung der historischen Inneneinrichtung des Weißen Hauses auf die Agenda setzte, sorgte sich der Präsident erst um eine Kostendebatte, aber das Projekt wurde in der Öffentlichkeit mit Begeisterung aufgenommen und fand Eingang auf das Titelbild des Life Magazine. Eine von Jacqueline Kennedy geführte Tour durch das Weiße Haus wurde zur Hauptsendezeit im Februar 1962 ausgestrahlt. Dank ihrer Unterstützung gelang es Kennedy somit, das Weiße Haus auf der Bühne des Kalten Kriegs nicht nur mit politischer, sondern auch mit kultureller Bedeutung auszustatten.
Kennedy setzte auch im Weißen Haus sein außereheliches Sexualleben fort und nahm unter anderem die Dienste von Callgirls in Anspruch, die ihm häufig durch seinen Freund Bill Thompson vermittelt wurden. Über Thompson und Kennedys Berater Bobby Baker kam er im Sommer 1963 mit Ellen Rometsch in Kontakt, mit der er eine Affäre begann. Die deutschstämmige Rometsch wurde vom FBI der Spionage verdächtigt und im August 1963 auf Veranlassung von Justizminister Robert Kennedy ausgewiesen. Gegen Baker wurden im selben Jahr Senatsermittlungen wegen Vorwürfen der Bestechung durch Geld und sexuelle Dienstleistungen eingeleitet.

### Kabinett und engerer Machtzirkel

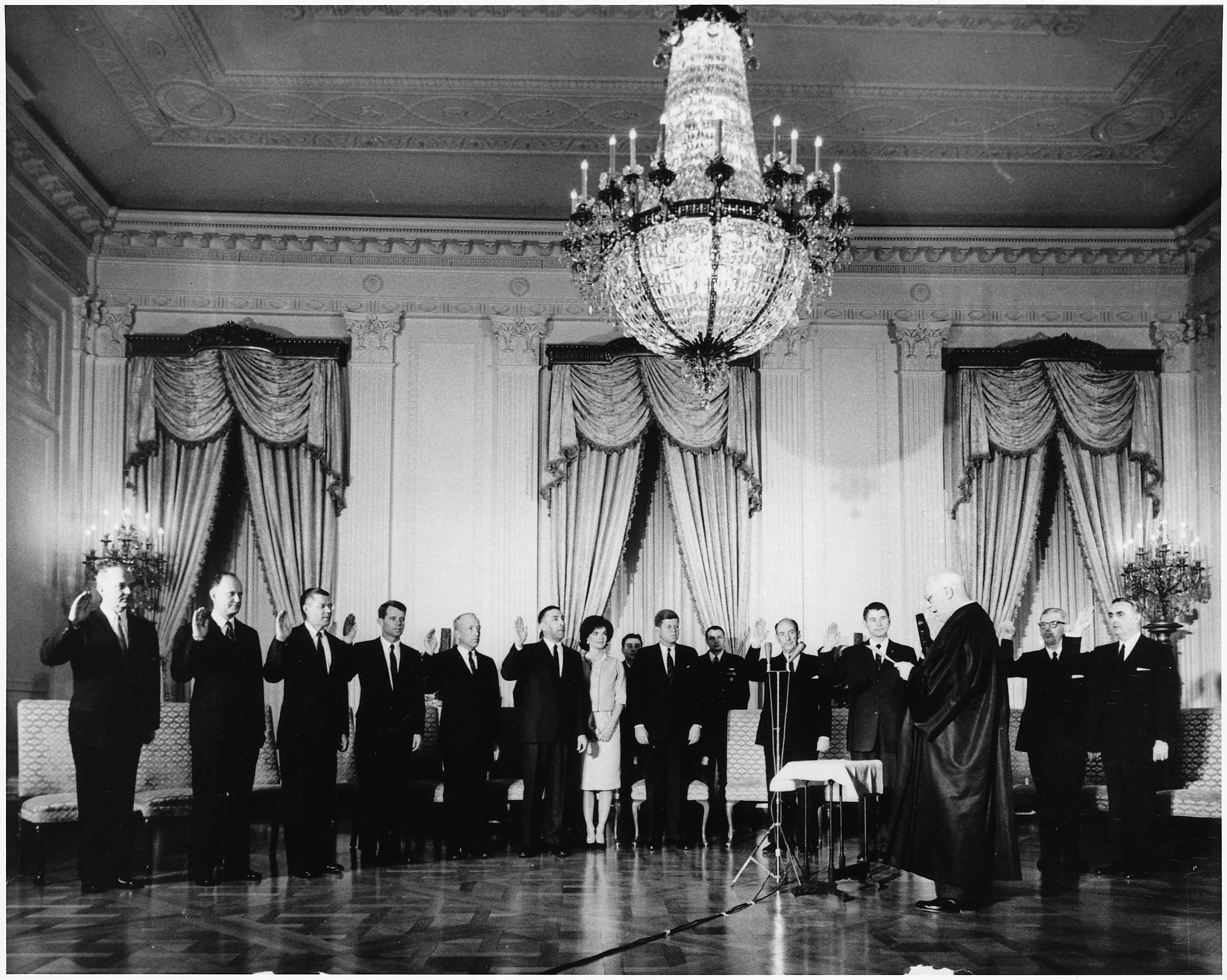
Vereidigung des Kabinetts Kennedy am 21. Januar 1961 im East Room des Weißen Hauses

Engster Berater war sein Bruder Robert, den er zum Justizminister in seinem Kabinett machte. Dies gilt als das wahrscheinlich bekannteste Beispiel für Nepotismus in politischen Spitzenämtern in den Vereinigten Staaten. Angesichts der Auswüchse von Spoils System („Beutesystem“), „Parteimaschinen“ und politischen Patronagenetzwerken in der zweiten Hälfte des 19. Jahrhunderts existierten zwar Bundesgesetze gegen Nepotismus, die in diesem Fall aber nicht griffen. Kennedy ernannte keinen offiziellen Stabschef und hielt keine wöchentlichen Kabinettssitzungen ab. Laut Sorensen wurden während Kennedys Präsidentschaft keine bedeutenden Entscheidungen im Kabinett getroffen und wichtige politische Fragen dort selten diskutiert. Außerdem schaffte Kennedy den United States National Security Council ab, der großen Einfluss auf Eisenhowers Außen- und Sicherheitspolitik gehabt hatte, und verkleinerte den Stab des Weißen Hauses insgesamt. Stark beeinflusst durch das Buch Presidential Power and the Modern Presidents: The Politics of Leadership (1960) von Richard Neustadt, das die politische Bedeutung des Präsidenten deutlich akzentuierte, wollte Kennedy aus der aus seiner Sicht institutionalisierten Präsidentschaft seines Vorgängers ausbrechen, seine Entscheidungsgewalt stärken und nicht wie Eisenhower ein „Sklave der Organisation“ sein. Eine weitere Maßnahme war die Verjüngung seines Kabinetts und engen Mitarbeiterstabs auf ein Durchschnittsalter von 45 Jahren, wobei viele davon Akademiker oder Manager waren.
Das Team Kennedys im West Wing des Weißen Hauses umfasste fast nur Personen, die schon länger für ihn gearbeitet hatten. Larry O’Brien war Kennedys Verbindungsmann zur Legislative, Sorensen schrieb Reden, machte programmatische Arbeit und war zuständig für Planungsfragen, Pierre Salinger war Pressesprecher, Kenneth O’Donnell koordinierte die Termine, David Powers unterstützte ihn, Chefsekretärin war Evelyn Lincoln. Hinzu kam McGeorge Bundy, der Nationale Sicherheitsberater. Nur wenige andere Mitarbeiter hatten im Westflügel ihre Büros, diejenigen im Ostflügel betrachtete man als „Bewohner einer anderen Welt“. Andere Mitarbeiter hatten keinen täglichen, direkten Zugang zum Präsidenten.
Wie alle amerikanischen Präsidenten zu Beginn ihrer Amtszeit hatte Kennedy eine große Zahl von Positionen neu zu besetzen. Er überließ seinem Schwager Sargent Shriver die Vorauswahl. So wurde der Harvard-Professor Arthur M. Schlesinger zum Berater bestellt, um mit den Liberalen in der Hauptstadt in Verbindung zu bleiben. Als Finanzminister suchte man bewusst einen Republikaner, um überparteiliche Einigkeit herzustellen, und bestellte den Banker C. Douglas Dillon. Gleichzeitig ernannte Kennedy Walter Heller als Vorsitzenden des Council of Economic Advisers und schuf so ein Gegengewicht zu Dillon. Zum Außenminister benannte er Dean Rusk. Der „konturlose und loyale Bürokrat“ wurde ausgewählt, um dem Präsidenten freie Hand bei der Gestaltung der US-Außenpolitik zu geben. Mit diesem Hintergedanken wurde auch Stevenson mit dem Amt des Ständigen Vertreters der Vereinigten Staaten bei den Vereinten Nationen betraut.

### Innenpolitik
Innenpolitisch bemühte sich Kennedy um Reformen. Bereits im Wahlkampf 1960 verkündete er das Regierungsprogramm der New Frontier: Nach dem Vorbild der amerikanischen Siedler gelte es, „Neues Grenzland“ zu erobern. Es werde in seiner Präsidentschaft um die „unerfüllten Hoffnungen und Träume“ gehen, die ungelösten Probleme von „Krieg und Frieden“, die ungeordneten Nischen von „Ignoranz und Vorurteil“ sowie die unbeantworteten Fragen von „Armut und Überfluss“. Jedoch gelang es Kennedy lediglich, ein Drittel seiner Gesetzesinitiativen durch den Kongress zu bringen. Die allermeisten seiner Reformambitionen wurden erst von seinem Nachfolger Lyndon B. Johnson im Rahmen des Reformprogramms der Great Society umgesetzt.

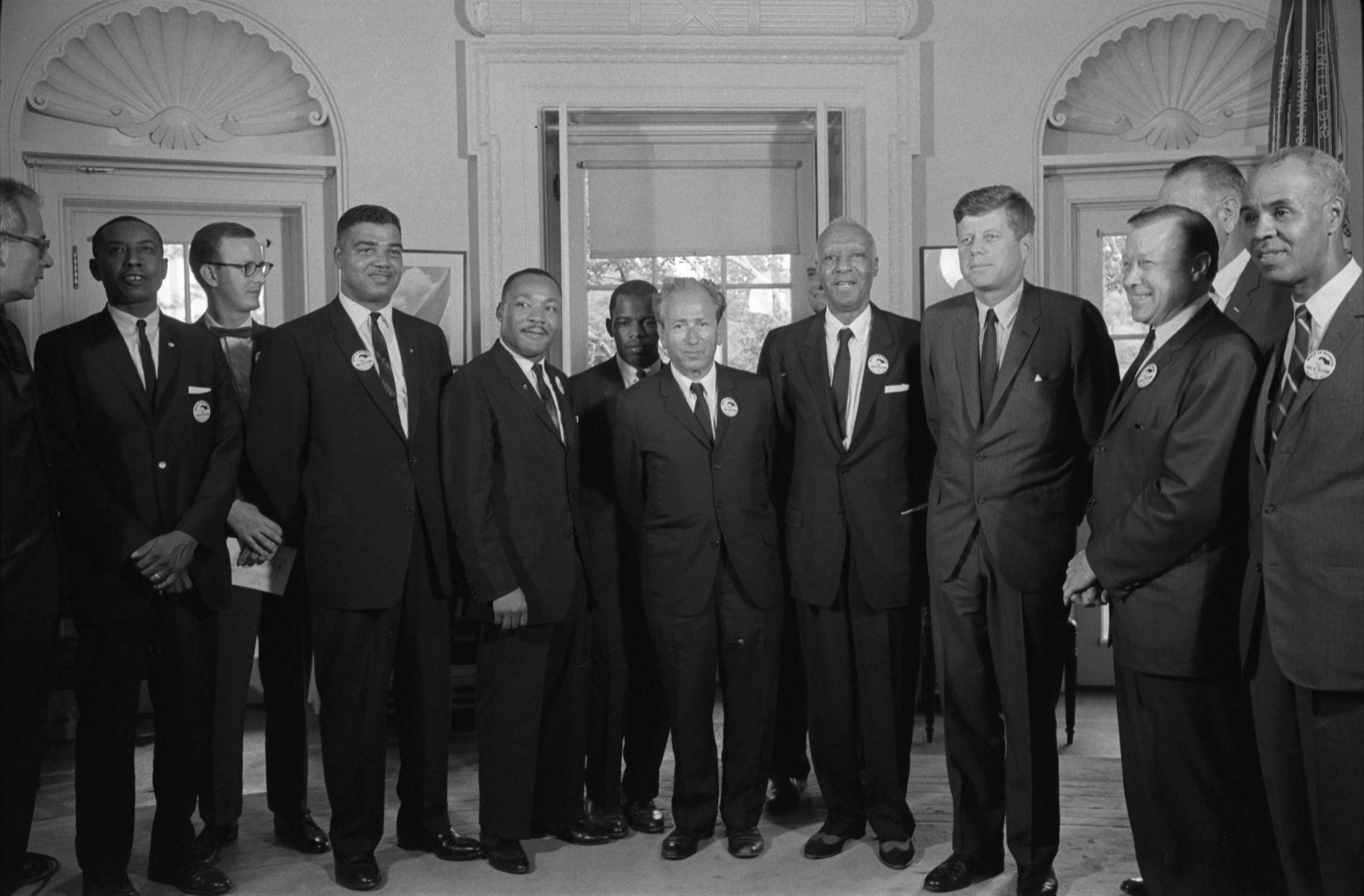
Kennedy (Mitte rechts) mit Vertretern der Bürgerrechtsbewegung im Oval Office, August 1963

Am 30. September 1962 sandte Kennedy Militäreinheiten an die University of Mississippi, damit sich der schwarze Student James Meredith dort gegen den gewalttätigen Widerstand der lokalen weißen Bevölkerung immatrikulieren konnte. Kennedy als auch sein Bruder Robert zeigten sich laut dem Historiker Arthur M. Schlesinger von diesem Ereignis schockiert und erkannten erst ab diesem Zeitpunkt, wie tief verwurzelt der Rassismus in den Südstaaten war. 1963 gab Mississippi als letzter Bundesstaat die Rassentrennung im Bildungssystem auf und erlaubte die Integration. Während des Stand in the Schoolhouse Door befahl Kennedy der Nationalgarde am 11. Juni 1963, Gouverneur George Wallace daran zu hindern, die University of Alabama weiterhin für afroamerikanische Studenten zu sperren. Am gleichen Abend hielt er eine Fernsehansprache zu den Bürgerrechten, deren Ideen die Grundlage des Civil Rights Act of 1964 bildeten. Kennedys Sicherheitsbedenken hinsichtlich des Marsches auf Washington für Arbeit und Freiheit mit der zentralen Kundgebung am Lincoln Memorial bewahrheiteten sich nicht; er unterstützte die Aktion in einer Fernsehansprache. Amerika könne nicht wirklich frei sein, wenn es nicht alle seine Bürger seien, erklärte er zu diesem Anlass. Erleichtert, dass der Marsch friedlich geblieben war, und tief bewegt von Martin Luther Kings Rede I Have a Dream, empfing Kennedy noch am gleichen Tag die Führer der Bürgerrechtsbewegung im Oval Office.
Kennedy befasste sich nach seiner Wahl auf Druck unterschiedlicher Bürgerrechtsbewegungen wie der American Civil Liberties Union und des American Friends Service Committee und auf Drängen von Prominenten wie Eleanor Roosevelt und Johnny Cash mit dem Bau des Kinzua-Staudamms. Diese hatten sich von dem Wechsel im Weißen Haus eine politische Änderung in dieser Sache erhofft. Letztendlich sah Kennedy keine Möglichkeit, den Bau zu stoppen, so dass die letzten in Pennsylvania lebenden Seneca umgesiedelt werden mussten. Hinzu kam, dass Gouverneur David Leo Lawrence, der Kennedy in diesem Swing State zum Sieg verholfen hatte, ein großer Befürworter des Staudamms war.
Am 5. Mai 1961 unterzeichnete Kennedy eine Erweiterung des Fair Labor Standards Act von 1938. Damit erhöhte sich der Mindeststundenlohn innerhalb von zwei Jahren auf 1,25 US-Dollar. Zudem wurde der Geltungsbereich für den Mindestlohn vergrößert, so dass 3,6 Millionen Arbeiter zusätzlich in diesen Sektor fielen. Bereits am 17. Februar 1959 hatte er noch als Senator und Vorsitzender des Subcommitee on Labor mit der Unterstützung der American Federation of Labor and Congress of Industrial Organizations einen nahezu identischen Gesetzesvorschlag unterbreitet, der von James Roosevelt am gleichen Tag dem Repräsentantenhaus vorgelegt wurde. Kennedy erweiterte die Einkommensbeihilfe für bedürftige Familien mit minderjährigen Kindern (Aid to the Dependent Children, ADC). Diese im Rahmen der Social-Security-Gesetze 1935 beschlossene Leistung griff bis dahin, wenn der Familienvater gestorben oder berufsunfähig war oder sich der Familie entzogen hatte. Der Präsident brachte 1961 ein Gesetz durch den Kongress, dass ADC-Ansprüche nun auch vorsah, wenn ein Elternteil arbeitslos (Unemployed Parent) war. Dieses ADC-UP wurde ein Jahr später von den Gesetzgebern erneuert und 1967 zu einer permanenten Einrichtung gemacht.

### Außenpolitik

#### Kuba
Der Beginn der Präsidentschaft Kennedys war vor allem von der Sorge um eine Expansion des kommunistischen Einflussgebiets nach der Machtübernahme Fidel Castros in Kuba geprägt. Kennedy reagierte mit der so genannten Alliance for Progress, einer entwicklungspolitischen Initiative in den nicht-kommunistischen Staaten Lateinamerikas. Zuvor hatte er im April 1961 der CIA grünes Licht für die Invasion in der Schweinebucht auf Kuba gegeben. Diese Operation war noch unter Eisenhower geplant und durch den Vereinigten Generalstab (Joint Chiefs of Staff) abgesegnet worden. Die am 17. April 1961 beginnende Landung der Exilkubaner-Brigade, die etwa 1200 Mann stark war, scheiterte und wurde zum Fiasko. Kennedy berief General Maxwell D. Taylor aus dem Ruhestand zurück, um einen Untersuchungsausschuss zu dieser Operation zu leiten. Weitere Mitglieder in diesem Komitee waren sein Bruder Robert, Allen Welsh Dulles und Admiral Arleigh Burke. Die Untersuchung brachte eklatante Versäumnisse in der Planung zutage und kam außerdem zu dem Schluss, dass die vorherige Administration spätestens im November 1960 hätte erkennen müssen, dass die amerikanische Beteiligung an der Invasion nicht geheim gehalten werden konnte und sie daher durch das Pentagon als Militäroperation zu konzipieren gewesen wäre.
Am 27. April 1961 erteilte Kennedy in einer öffentlichen Ansprache allen Geheimoperationen eine Absage, bekräftigte aber die antikommunistische Ausrichtung seiner Regierung und warnte vor einer weiteren Ausbreitung des Kommunismus:

„Überall in der Welt stellt sich uns eine monolithische und unbarmherzige Verschwörung entgegen, die in erster Linie mit verdeckten Aktionen ihre Einflusssphäre vergrößert – mit Unterwanderung statt Invasion, mit Subversion statt Wahlen, mit Einschüchterung statt freier Entscheidung, mit Guerilla bei Nacht statt Armeen am Tag. Es ist ein System, das gewaltige personelle und materielle Ressourcen gesammelt hat, um eine engmaschige, hocheffiziente Maschine zu bauen, die militärische, diplomatische, geheimdienstliche, wirtschaftliche, wissenschaftliche und politische Operationen kombiniert.“

Diese Rede wird aus dem historischen Zusammenhang gerissen häufig von Verschwörungstheoretikern als Beleg für diverse Verdächtigungen zitiert. Dass Kennedy dabei gegen die Sowjetunion und ihre Handlanger in den kommunistischen Parteien vieler Länder polemisierte, wird dabei verschwiegen.

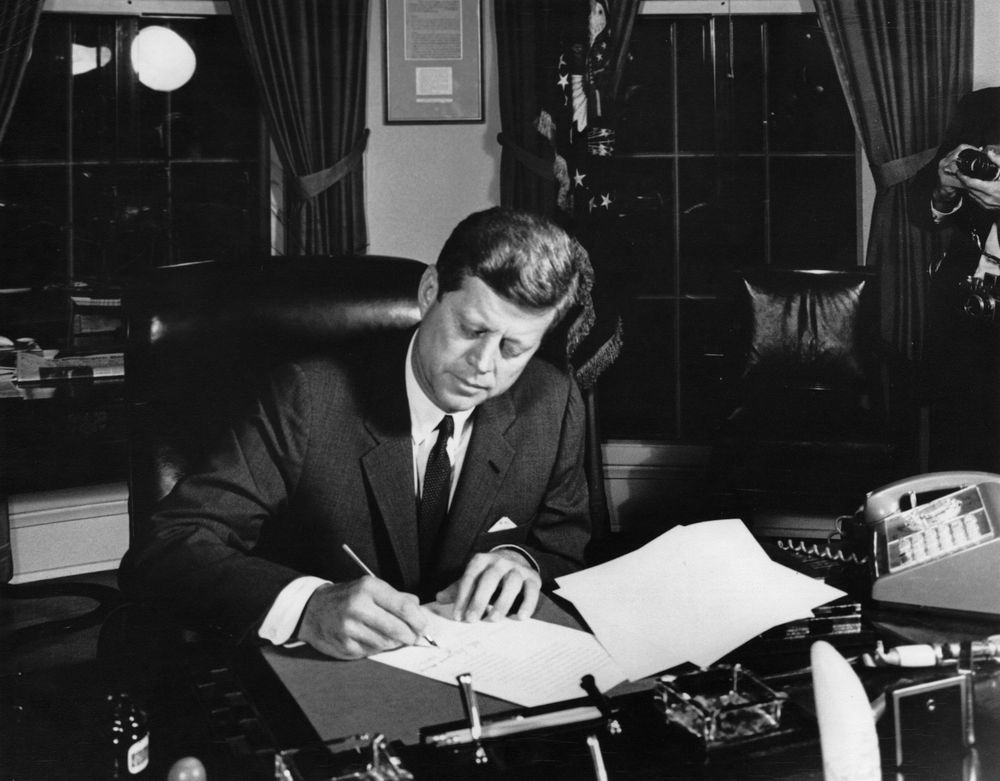
Kennedy beim Unterzeichnen der Order zum Aufbau der Seeblockade um Kuba am 23. Oktober 1962

Der sowjetische Beschluss, auf Kuba atomare Waffen zu stationieren, führte im Oktober 1962 zur Kubakrise. Diese begann, als am 15. Oktober eine amerikanische Lockheed U-2 Fotos der Stellungen machen konnte. Im daraufhin eingerichteten Krisenstab des Weißen Hauses herrschte eine kriegerische Stimmung vor, denn die Mittelstreckenraketen wurden als unmittelbare Bedrohung wahrgenommen. Vor allem Dean Acheson, Taylor und der Vereinigte Generalstab gerierten sich als Falken. Kennedy agierte vorsichtig und zurückhaltend; er lehnte ein Bombardement der Raketenstellungen und eine Invasion Kubas ab. Stattdessen setzte er auf eine Seeblockade der Insel und kommunizierte über unterschiedliche Kanäle mit Chruschtschow. In einer Fernsehansprache informierte Kennedy die Nation am 22. Oktober über die sowjetischen Nuklearraketen auf Kuba und warf Moskau vor, dass diese Waffen offensiven Charakter hätten und die Mehrzahl der Metropolen in der westlichen Hemisphäre bedrohten. Er forderte die Sowjetunion zum Rückzug der Mittelstreckenraketen auf, kündigte eine Seeblockade Kubas an und stellte klar, dass die Vereinigten Staaten auf jeden sowjetischen Angriff auf ein Land des amerikanischen Kontinents mit einem Gegenschlag zu antworten bereit seien. Am Tag darauf öffnete er einen Gesprächskanal zu Chruschtschow über Robert und den sowjetischen Botschafter Anatoli Fjodorowitsch Dobrynin. Im Gegenzug für einen Abzug der sowjetischen Raketen gab der Präsident eine Sicherheitsgarantie für Kuba ab. Außerdem sagte er einen verzögerten Abzug der amerikanischen Nuklearraketen aus der Türkei zu. Die über die Geheimverhandlungen nicht informierte Öffentlichkeit feierte die Konfliktlösung als einen persönlichen Triumph Kennedys. Die Krise, die von vielen als der Moment im Kalten Krieg betrachtet wird, an dem die Welt einem Atomkrieg am nächsten stand, gilt als der entscheidende Moment in Kennedys Präsidentschaft. Am 20. November 1962 hob Kennedy die Seeblockade auf und in einem gemeinsamen Schreiben mit Chruschtschow an den Generalsekretär der Vereinten Nationen U Thant wurde die Krise im Januar 1963 für beendet erklärt. Die Jupiterraketen ließ er im April des gleichen Jahres aus der Türkei abziehen. Trotz der Sicherheitsgarantie an Havanna arbeitete die Kennedy-Administration weiterhin an verdeckten Operationen zum Sturz Castros.

#### Deutschland

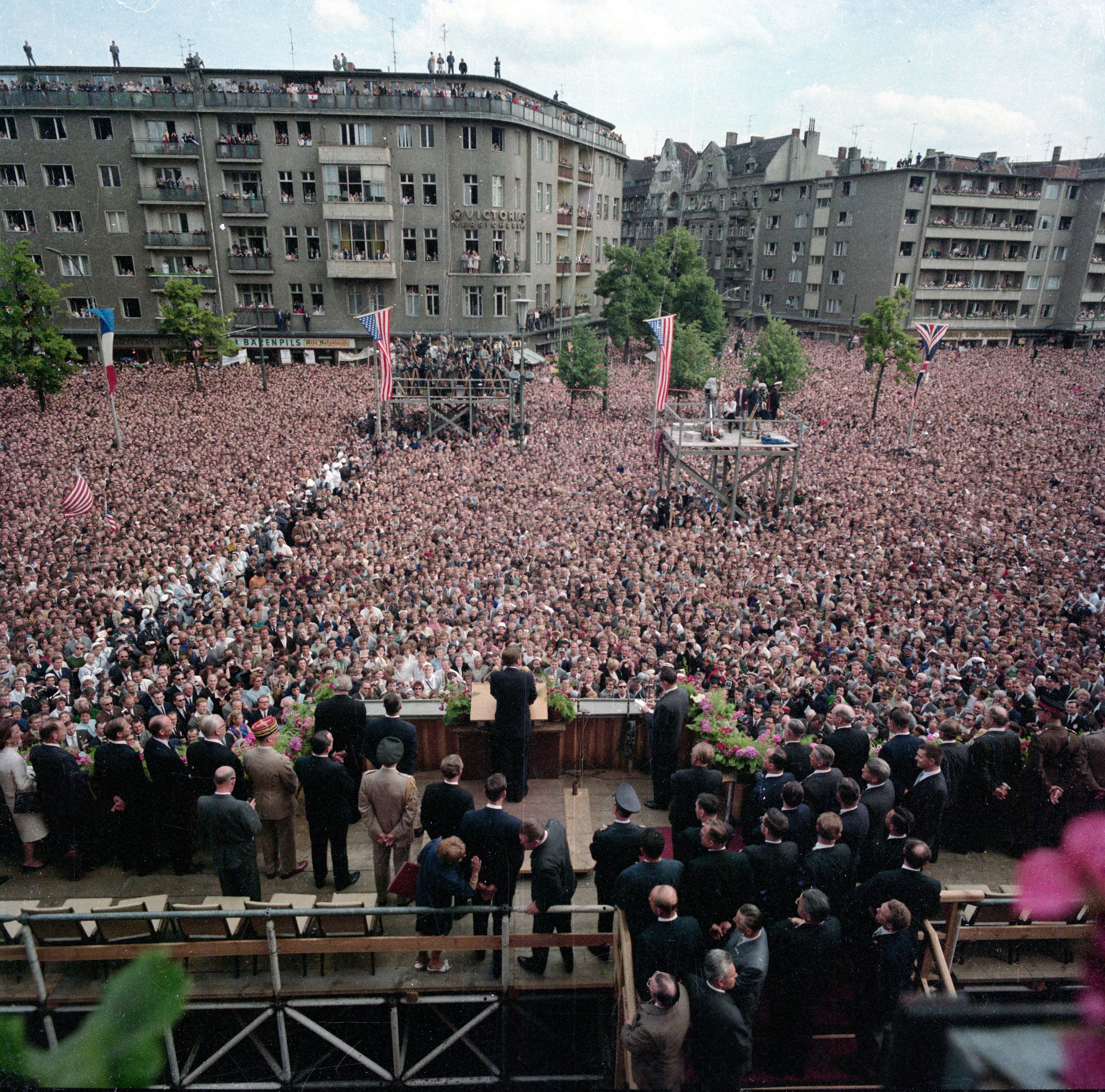
Kennedys Rede vor dem Rathaus Schöneberg am 26. Juni 1963mini|links|hochkant=1.2|„Ich bin ein Berliner“

Deutschlandpolitisch musste sich Kennedy mit der Berlin-Krise auseinandersetzen, die der sowjetische Staats- und Parteichef Chruschtschow 1958 mit seinem Chruschtschow-Ultimatum ausgelöst hatte. Da immer mehr Menschen aus der Deutschen Demokratischen Republik flohen, drohte der an die Sowjetunion gebundene deutsche Staat zusammenzubrechen, wenn das Schlupfloch West-Berlin nicht geschlossen würde. Kennedys persönliches Treffen mit Chruschtschow am 3. Juni 1961 in Wien brachte immerhin eine atmosphärische Auflockerung, auch wenn dieser inhaltlich auf seinem Ultimatum beharrte. Am 25. Juli 1961 deutete Kennedy in einer Fernsehansprache einen Ausweg aus der verfahrenen Situation an: Die drei essentials, die er nannte, klangen zwar wenig kompromissbereit: a) das Recht auf Anwesenheit amerikanischer Truppen in West-Berlin, b) ihr Recht auf freien Zugang dorthin und c) das Recht der West-Berliner auf Selbstbestimmung und freie Wahl ihrer Lebensweise. Indem sie sich aber nicht auf die Bewegungsfreiheit der DDR-Bürger bezogen, wurde Moskau Bewegungsfreiheit signalisiert. Kennedy schickte am 25. und 26. Juli 1961 den ehemaligen Hohen Kommissar John Jay McCloy zu Chruschtschow in dessen Sommerfrische nach Sotschi und ließ ihm ausrichten, dass die Vereinigten Staaten gegen einseitige sowjetische Maßnahmen im Ostsektor Berlins allenfalls protestieren, ihnen aber sonst nichts entgegensetzen würden. Kennedy war sich nach dem Zeugnis seines Beraters Walt Whitman Rostow im Sommer 1961 im Klaren:

„Ostdeutschland entgleitet Chruschtschow. Das kann er nicht zulassen. […] Er muss etwas tun, um den Flüchtlingsstrom einzudämmen – vielleicht eine Mauer. Und wir werden nichts dagegen tun können. Ich kann die Allianz zusammenhalten, um West-Berlin zu verteidigen. Aber ich kann nicht Ost-Berlin offenhalten.“

Auf den Bau der Berliner Mauer reagierte Kennedy daher erleichtert. Nach außen aber zeigte er Empörung: Zum 15. Jahrestag der Berliner Luftbrücke am 26. Juni 1963 besuchte er als erster amerikanischer Präsident West-Berlin. Begleitet wurde Kennedy von Außenminister Dean Rusk und General Lucius D. Clay. Als Höhepunkt seiner triumphalen, von mehr als einer Million Berlinern begleiteten Parade durch die Stadt – und beeindruckt von seinen Abstechern zur Berliner Mauer am Potsdamer Platz und dem Checkpoint Charlie –, hielt Kennedy am Rathaus Schöneberg auf dem damaligen Rudolph-Wilde-Platz eine pointiert antikommunistische Rede. Im Beisein von Bundeskanzler Adenauer und dem Regierenden Bürgermeister Willy Brandt sprach er zweimal seinen berühmten Satz: „Ich bin ein Berliner“. Zwar wurde die Rede von Sorensen geschrieben, aber die Idee zu diesem Satz hatte Kennedy acht Tage zuvor selbst entwickelt. In der Ansprache sagte er zukünftig der Stadt und Deutschland die Unterstützung Amerikas als alliierte Schutzmacht zu.

#### Sowjetunion

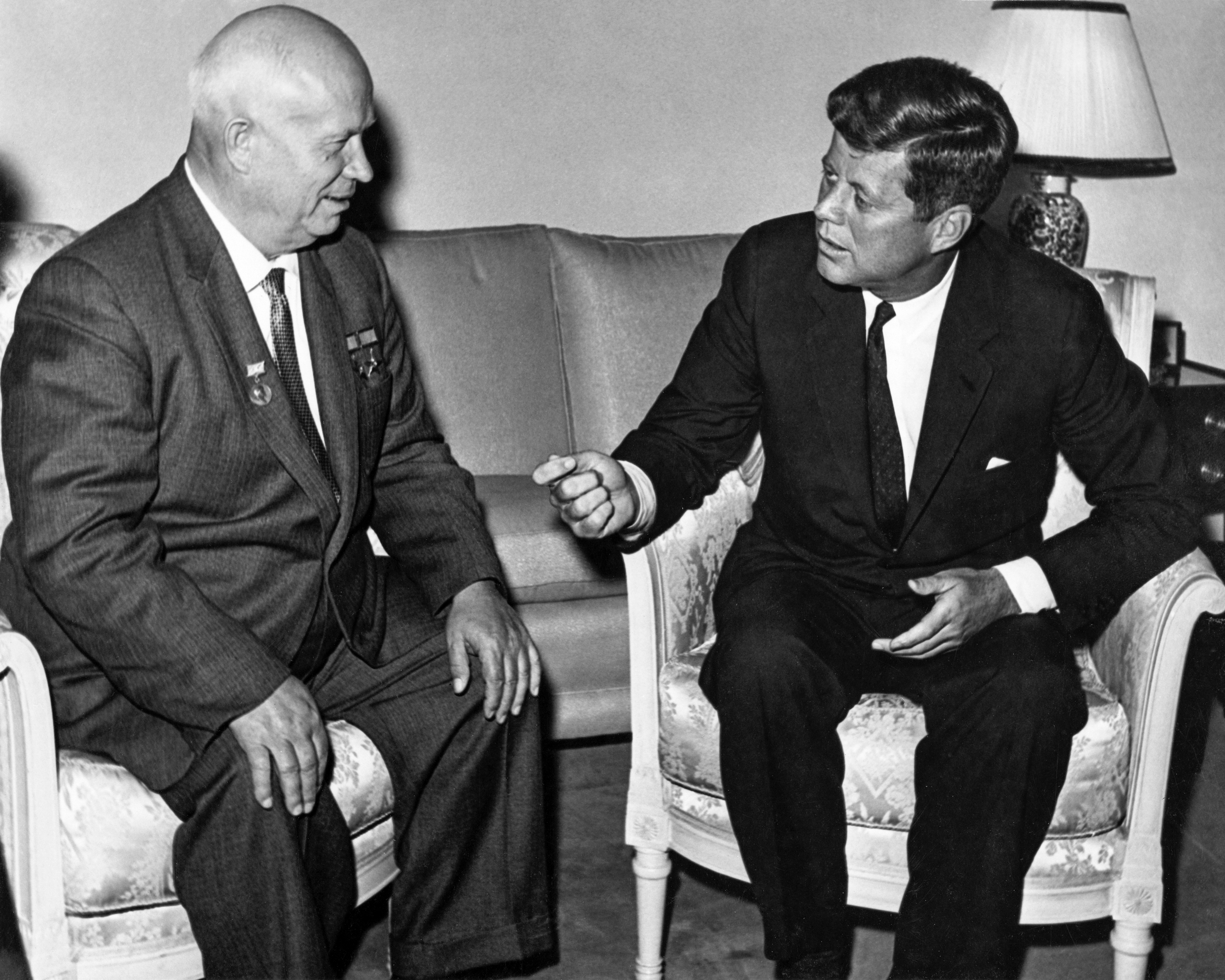
Kennedy und Chruschtschow auf dem Gipfeltreffen in Wien am 3. Juni 1961

Kennedy führte die größte Aufrüstung in Friedenszeiten durch, die die Vereinigten Staaten bis dahin erlebt hatten (→ Wettrüsten). Obwohl er und sein Beraterstab bis Mitte 1961 erkannten, dass die sowjetische Nuklearmacht schwächer als erwartet war, stand die weitere atomare Aufrüstung nicht zur Disposition. Nach dem Gipfeltreffen in Wien Anfang Juni 1961 und dem dort gewonnenen persönlichen Eindruck von Nikita Sergejewitsch Chruschtschow befürchtete Kennedy, dass unter Umständen ein Atomkrieg mit dem Ostblock bevorstünde. Schon zuvor hatte er die Erhöhung des Verteidigungsetats bekannt gegeben, die unter anderem eine Aufstockung der Polaris-fähigen U-Boote von sechs auf 29 und der Raketen mit Atomsprengkopf von 96 auf 464 vorsah.
Kennedy traf sich am 3. und 4. Juni 1961 mit dem sowjetischen Staats- und Parteichef Chruschtschow in Wien, der Hauptstadt der damals offiziell neutralen Republik Österreich. Auf der Tagesordnung standen Gespräche über Abrüstung, die aber ergebnislos blieben. Chruschtschow eröffnete Kennedy, dass die Sowjetunion Ende des Jahres einen separaten Friedensvertrag mit der DDR abschließen werde, was auch immer die Vereinigten Staaten dagegen einwenden würden. Insgesamt behandelte er den amerikanischen Präsidenten von oben herab und beschimpfte ihn und Amerika als Gegner des Weltfriedens. Kennedy analysierte dieses Gipfeltreffen im Nachhinein als eine diplomatische Niederlage, weil er dem selbstbewussten Chruschtschow in der Diskussion als außenpolitischer Neuling noch unterlegen gewesen sei. Der angedrohte Separatfrieden zwischen der Sowjetunion und der DDR kam jedoch nicht zustande.
Vor allem im Anschluss an die Kubakrise begann Kennedy seine Entspannungspolitik zwischen Ost und West zur Beendigung des Kalten Krieges. Das Verhältnis zwischen den beiden Supermächten verbesserte sich, und Moskau drohte seit der Jahreswende 1962/63 nicht mehr mit einem separaten Friedensvertrag mit der DDR sowie der Annullierung des Besatzungsstatuts der Vereinigten Staaten, Frankreich und Großbritannien für West-Berlin. Die Vereinigten Staaten und die Sowjetunion installierten auf Anregung Kennedys das Rote Telefon, das in Wirklichkeit eine direkte Telex-Verbindung zwischen Moskau und Washington, D.C., darstellte, um zukünftig beiden Regierungen in Krisensituationen eine schnellere Kommunikation zu ermöglichen und so einen Atomkrieg zu verhindern. Die Verbindung wurde am 20. Juni 1963 fertiggestellt.
Am 10. Juni 1963 hielt Kennedy an der American University in Washington, D.C., eine der bedeutendsten Reden seiner Amtszeit. In seiner Ansprache betonte er die Gemeinsamkeiten zwischen Amerika und der Sowjetunion, deren wichtigste die Abscheu vor dem Krieg sei. Zwar verweigere der Kommunismus menschliche Freiheitsrechte, aber auch er habe Interesse an einem tatsächlichen Frieden. Kennedy folgte weiterhin dem Leitsatz von Woodrow Wilson, die gesamte Welt zu einem sicheren Ort für Demokratie zu machen. Jedoch fügte er als realistischen neuen Gedanken hinzu, dass es auch darum ginge, „Unterschiedlichkeit auszuhalten“. Konkret forderte er einen Stopp von Kernwaffenversuchen und kündigte diesbezügliche Verhandlungen mit Moskau an, die am 15. Juli begannen. Am 5. August unterschrieben die Außenminister Andrei Andrejewitsch Gromyko, Rusk und Alec Douglas-Home in Moskau den Vertrag über das Verbot von Kernwaffenversuchen in der Atmosphäre, im Weltraum und unter Wasser. In Amerika fand der Vertrag große Zustimmung und wurde am 24. September vom Senat angenommen.

#### Vietnam

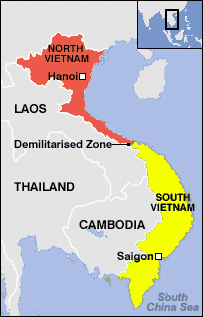
Nord- und Südvietnam ab der Indochinakonferenz von 1954

Bei einem Kurzbesuch in Frankreich Anfang Juni 1961 warnte Staatspräsident Charles de Gaulle Kennedy vor einem Engagement in Vietnam, denn es sei ein Fass ohne Boden. Kennedy maß Südvietnam, das er vor allem gemäß dem Konzept der Containment-Politik betrachtete, im Kampf gegen den Kommunismus hohe strategische Bedeutung als Schlüssel zu Südostasien bei. Dabei spielte auch die von ihm geteilte Domino-Theorie eine wichtige Rolle, wonach ein Erfolg der Kommunisten in Vietnam zur Folge habe, dass weitere Staaten der Region für die „freie Welt“ verloren seien. Dass die Kämpfe in Indochina mehr aus nationalistischen und antikolonialistischen als aus klassenkämpferischen Motiven geführt wurden, zog er dabei nicht ins Kalkül. Ein weiterer Aspekt war die brüchige Neutralisierung von Laos, die im Juli 1962 unter Vermittlung von Moskau und London zwischen der Pathet Lao und der von Phoumi Nosavan geführten laotischen Armee ausgehandelt worden war. In der Folge hielten sich weder Amerika noch Nordvietnam an den Waffenstillstand; mit Billigung Kennedys lieferte die CIA dort Hanoi einen Geheimkrieg. Die Herausforderung für die Vereinigten Staaten im Falle Südvietnams bestand nun insofern, dass dort im Jahr 1961 etwa 15000 von der Volksrepublik China und der Sowjetunion unterstützte Vietkong einen Guerillakrieg gegen Saigon führten. Kennedy setzte auf die zu dieser Zeit gerade in der Entwicklung befindlichen wirtschaftlichen, psychologischen und militärischen Methoden der Aufstandsbekämpfung (Counterinsurgency) unterhalb der Schwelle einer direkten Kriegsbeteiligung. Es ging ihm darum, die „Herzen und Sinne“ der Südvietnamesen zu gewinnen. Zwar wurde nach anfänglichen Erfolgen im Juli 1962 beschlossen, die 6000 entsandten Militärberater wieder zurück zu beordern, aber im Verlauf des folgenden Jahres spitzte sich der Vietnamkrieg so sehr zu, dass deren Anzahl auf 16000 erhöht wurde.
Zu Beginn seiner Amtszeit stimmte Kennedy neben der Entsendung von Militärberatern auch einer umfangreichen Aufrüstung der Armee der Republik Vietnam (ARVN) mit modernen Waffen und ihrer Vergrößerung auf 50000 Mann zu. Außerdem beorderte er 400 „Green Berets“ in das Truong-Son-Gebirge, um dort Bergvölker für die Überwachung des Ho-Chi-Minh-Pfads zu rekrutieren. Neben einer erheblichen Aufstockung der Wirtschafts- und Militärhilfen ermächtigte der Präsident die CIA zu Sabotageaktionen in Nordvietnam. Der Forderung der Vereinigten Stabschefs nach dem Einsatz von amerikanischen Bodentruppen verschloss sich Kennedy allerdings. Gleiches gilt für die Bitten des südvietnamesischen Präsidenten Ngô Đình Diệm nach deutlich mehr finanzieller Unterstützung.
Kennedys Äußerungen zum Vietnamkrieg sind widersprüchlich. In einem Interview am 2. September 1963 äußerte er, es sei der Krieg der Vietnamesen. Andererseits genehmigte er Mitte 1963 mit Operation 34A verdeckte Operationen in Nordvietnam. Seine immer wieder artikulierten Zweifel an den Erfolgsaussichten des amerikanischen Engagements in Vietnam bedeuten laut dem Historiker Marc Frey jedoch nicht, dass er es grundsätzlich in Frage stellte. Nach dem Politikwissenschaftler Larry Sabato sollte damit aber kein Strategiewechsel eingeleitet werden. Vielmehr habe Kennedy drei kurzfristige Opportunitätsziele im Auge gehabt, nämlich a) den Eindruck zu erwecken, Südvietnam wäre allein stark genug, b) der innervietnamesischen Opposition gegen den unbeliebten Präsidenten Diệm den Wind aus den Segeln zu nehmen, der kurz darauf aber ermordet wurde, und c) die Vereinigten Staaten als ehrenhaft erscheinen zu lassen. Der Sturz und die Ermordung Diệms am 2. November 1963, an dem die CIA zumindest indirekt beteiligt war, verwickelte Amerika noch stärker in den Vietnamkrieg.
Wie Kennedy, der keine drei Wochen nach Diệm einem Attentat zum Opfer fiel, auf die veränderte Situation in Südvietnam militärisch und politisch reagiert hätte, ist bis heute eine intensiv diskutierte Streitfrage. Der Kennedy-Biograph Alan Posener ist überzeugt, dass die Verstrickung Amerikas in den Krieg „Kennedys Vermächtnis“ sei; dass er, hätte er länger gelebt, sich nicht in den Krieg hätte ziehen lassen, sei eine „Legende“. Der Historiker Stephen G. Rabe glaubt, Kennedy hätte 1964/65 vor derselben Krise gestanden, vor der Johnson stand: Entweder die Kommunisten würden den Krieg gewinnen oder die Vereinigten Staaten würden massiv intervenieren, um sie zu stoppen. Daher habe Johnson Grund zu der Annahme gehabt, mit seiner Politik gegenüber Vietnam in der Kontinuität seines Vorgängers zu stehen. Frey macht geltend, dass Kennedy mit der unter dem Eindruck der Buddhistenkrise erteilten Genehmigung des Militärputsches gegen Diệm einen Kurswechsel vollzogen und Johnson eine schwere Hypothek hinterlassen habe.
Der ehemalige Nachrichtenoffizier John M. Newman argumentiert hingegen, Kennedy hätte nie amerikanische Kampftruppen in Vietnam stationiert; hätte er weitergelebt, wären die Militärberater bis 1965 abgezogen worden. Kennedy-Biograph Robert Dallek glaubt, dass Kennedy einen militärischen Sieg der US-Truppen in Vietnam letztlich für unmöglich hielt – eine Haltung, die er schon in den 1950er Jahren als Senator vertreten habe – und deshalb den Abzug favorisierte. Larry Sabato schließlich argumentiert, dass Kennedy in seiner kurzen Amtszeit keine konsistente Strategie für Vietnam entwickelt habe und gerade in seinen letzten Wochen über eine Neufassung der amerikanischen Politik in Südostasien nachdachte. Dass er als erfahrener Außenpolitiker so ungeschickt in das Desaster des Vietnamkriegs hineingestolpert wäre wie der Innenpolitiker Johnson, sei nicht gut vorstellbar.

### „Wettlauf zum Mond“

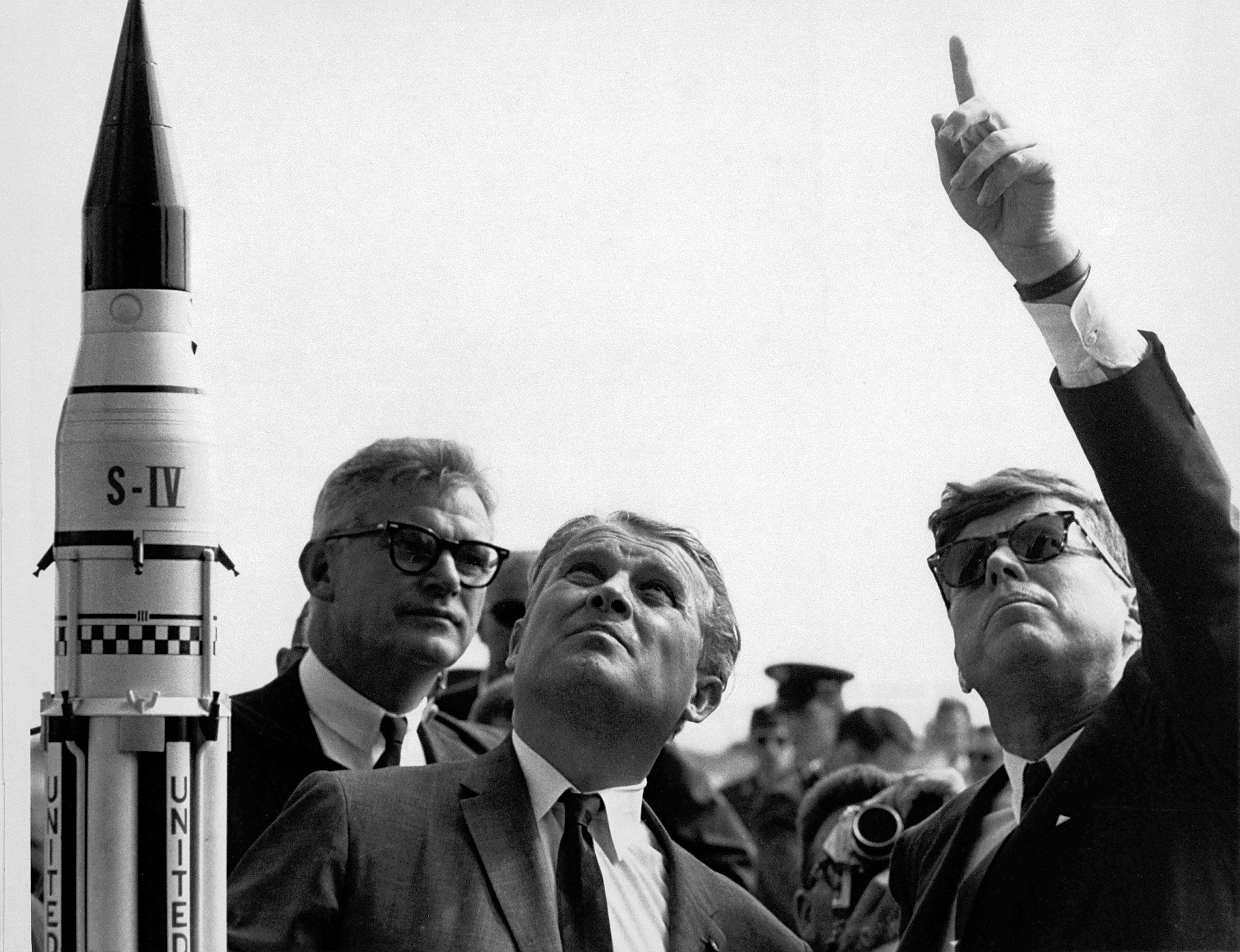
Kennedy zu Besuch in Cape Canaveral am 16. November 1963. In der Bildmitte erklärt ihm Wernher von Braun das Startsystem der Saturn-Rakete des Apollo-Programms

Noch unter dem Eindruck des Sputnikschocks vom Oktober 1957 stehend, bat Kennedy den Kongress im Mai 1961 um Mittel für ein ambitioniertes Raumfahrtprojekt. Mit dem Apollo-Programm der NASA sollte bis zum Ende des Jahrzehnts ein Mensch auf den Mond und wieder zurückgebracht werden. Diese Rede bildete den Startschuss für den „Wettlauf zum Mond“, den die Amerikaner mit Apollo 11 im Juli 1969 gegen die Sowjets gewannen. Neben dem Prestigeerfolg ging mit dem Raumfahrtprogramm eine erhebliche Förderung von Konjunktur und Technologie einher. Der „Wettlauf zum Mond“ führte Amerika direkt in das Informationszeitalter.
Am 12. November 1963, nur zehn Tage vor seinem Tod, unterzeichnete Kennedy das National Security Memorandum Nr. 271, in dem er eine Zusammenarbeit mit der Sowjetunion in Weltraumangelegenheiten anstrebte. Zu einem gemeinsamen Weltraumprogramm der beiden Weltmächte in den 1960er Jahren sollte es jedoch nicht mehr kommen.

### Das Attentat

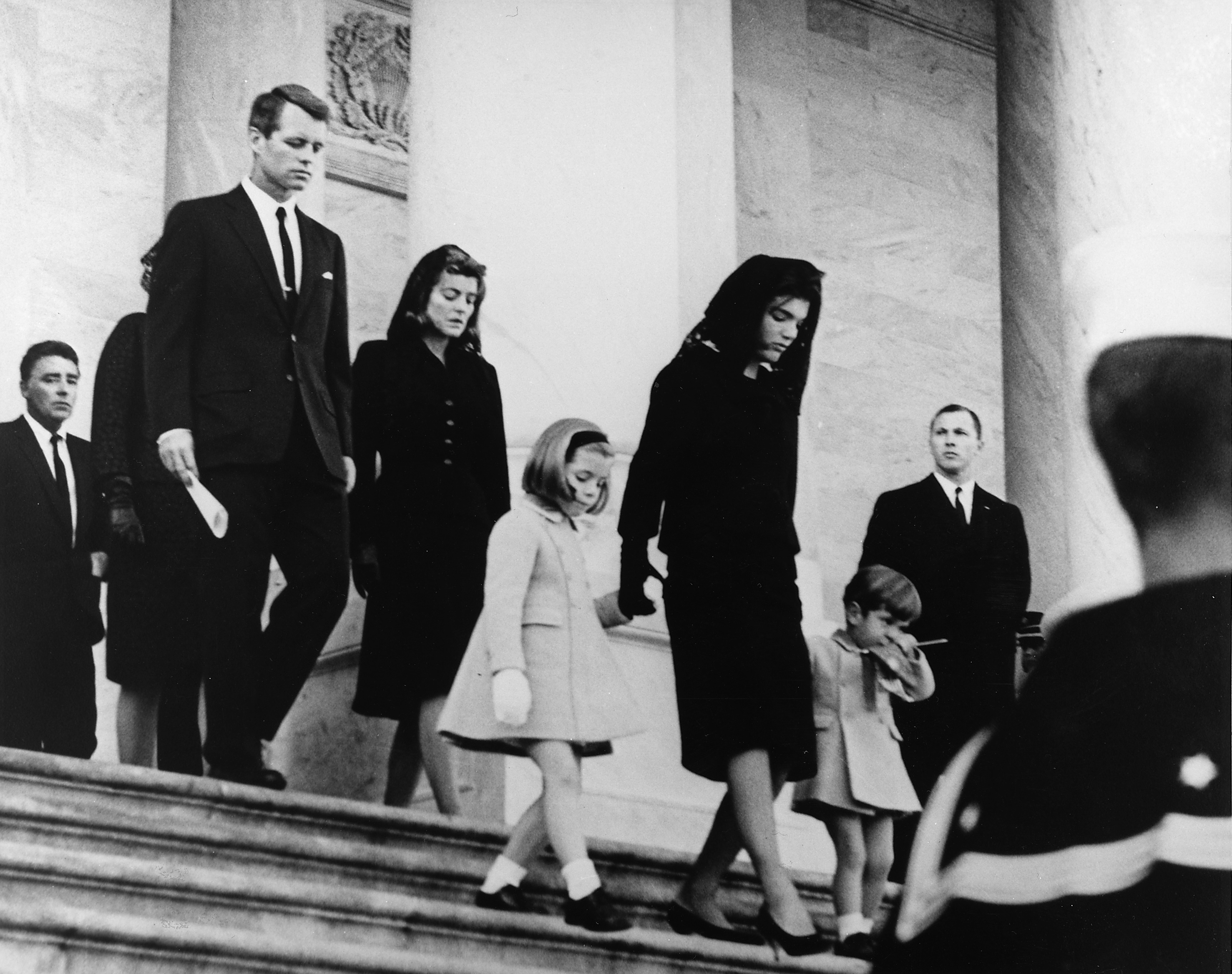
Robert Kennedy, Jacqueline und ihre Kinder bei der Beerdigung, ganz links Peter Lawford

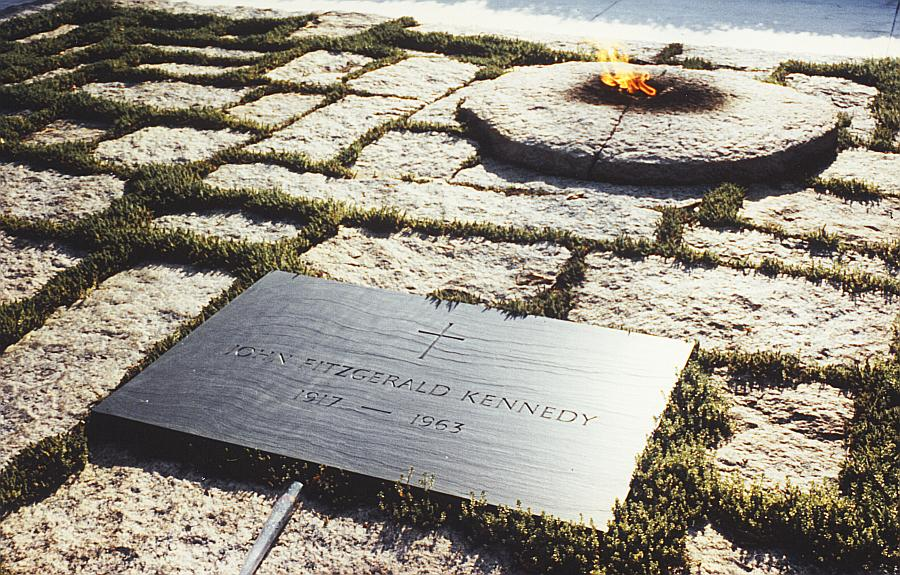
Grab von John F. Kennedy mit der ewigen Flamme

Im Herbst 1963 begann Kennedy mit der Kampagne für seine Wiederwahl im nächsten Jahr. Als Ausgangspunkt für die Wahlkampftour entschied er sich für Texas, wo er am 21. November in San Antonio eintraf. Am nächsten Tag setzte er die Reise in Dallas fort. In einem offenen Wagen paradierte er dort mit Jacqueline sowie Gouverneur John Connally und dessen Frau durch die mit 250.000 Zuschauern gefüllte Innenstadt. Gegen 12:30 Uhr erreichten sie die Dealey Plaza, wo er in das Visier des Attentäters Lee Harvey Oswald geriet, der sich im sechsten Stockwerk des Texas School Book Depository positioniert hatte. Oswald feuerte drei Schüsse ab, von denen der erste Kennedy an der Kehle traf und auch Connally verwundete. Die dritte Kugel drang in die rechte Gehirnhälfte ein. Nach den Schüssen wurde Kennedy sofort in das Parkland Memorial Hospital überführt. Die Ärzte konnten jedoch nichts mehr für ihn tun und erklärten den Präsidenten gegen 13:00 für tot, womit seine Amtszeit nach 1036 Tagen vorzeitig endete.
Knapp eineinhalb Stunden nach dem Attentat wurde Oswald in einem Kino verhaftet, zuvor hatte er den Polizisten J. D. Tippit ermordet. Nach der Verhaftung wurde Oswald der Öffentlichkeit präsentiert. Zwei Tage später sollte Oswald in das Staatsgefängnis von Dallas überführt werden. Dabei wurde dieser vom Nachtclubbesitzer Jack Ruby im Keller des Polizeigebäudes vor laufenden Fernsehkameras erschossen, noch bevor es zu einer Anklage oder einem Gerichtsprozess kommen konnte. Manche sahen darin einen Versuch, Oswald zum Schweigen zu bringen, um eine vermeintliche größere Verschwörung zu verdecken, die hinter der Ermordung Kennedys gesteckt habe.
Die Tage zwischen Attentat und Beerdigung wurden von vielen Menschen als das Ende einer Epoche und den „Verlust der Unschuld“ wahrgenommen. Spekulationen über eine Verschwörung zur Ermordung Kennedys traten dem gegenüber zurück. An der Trauerfeier für Kennedy am 25. November 1963 nahm nach einer Schätzung der New York Times eine knappe Million Menschen teil, darunter auch seine damals 98-jährige Großmutter mütterlicherseits. Der Trauerzug, der zeremonielle Anleihen an dem für Abraham Lincoln von 1865 nahm, führte zum Nationalfriedhof Arlington, wo Kennedy beigesetzt wurde. Die Trauerfeier war ein weltweites Medienereignis. Weltbekannt wurde Stan Stearns’ Foto JFK Jr. salutes JFK, auf dem John F. Kennedy, Jr. vor dem Sarg seines Vaters salutiert.
Sieben Tage nach dem Attentat setzte der neue Präsident Johnson, der keine zwei Stunden nach dem Tod Kennedys noch in der Air Force One als Präsident vereidigt wurde, die so genannte Warren-Kommission ein, die die Umstände des Attentats auf Kennedy aufklären sollte. Die Kommission kam ein Jahr später zu dem Schluss, dass Oswald der alleinige Täter sei und es keine Verschwörung zur Ermordung Kennedys gegeben habe. Wahrscheinlich wollte das von Earl Warren geleitete Gremium vermeiden, die Bevölkerung mit Vermutungen über eine Verschwörung zu beunruhigen. Bis in die Gegenwart werden die Ergebnisse der Warren-Kommission von vielen bezweifelt. Teilweise wird argumentiert, dass FBI-Chef J. Edgar Hoover dem Ausschuss entscheidende Informationen nicht weitergegeben habe. Einige Stimmen stellen zwischen dem Attentat auf Kennedy und den Verbindungen des FBI zu Castro und der Cosa Nostra einen Zusammenhang her. Insgesamt existiert eine Vielzahl an Literatur zum Attentat und der Warren-Kommission, die eine große Bandbreite unterschiedlicher Verschwörungstheorien abdeckt. Durch den Mordanschlag auf Robert F. Kennedy im Juni 1968 wurde das gewaltsame Ende Präsident Kennedys zu einer Familienkatastrophe gesteigert, und der „Kennedy-Mythos“ nahm seinen Anfang. Im Jahr 1976 richtete der 95. Kongress einen Untersuchungsausschuss zur Untersuchung der Attentate auf Kennedy und Martin Luther King ein (United States House Select Committee on Assassinations). Die Kommission kam zu dem Ergebnis, dass Kennedy von zwei Positionen aus erschossen wurde, nämlich vom Texas School Book Depository und einem kleinen Grashügel (Grassy knoll), der zur Rechten des Präsidenten gelegen hatte. Insgesamt bleibt die Beweislage bis heute nicht ohne Widersprüche. Der Film JFK – Tatort Dallas von Oliver Stone fachte 1991 Verschwörungstheorien um das Attentat auf Kennedy wieder an. Dies brachte den Kongress dazu, in der Folge bisher verschlossene Akten der Öffentlichkeit zu präsentieren, was aber die Verdachtsmomente eines Mordkomplotts nicht erhärten konnte.
Die Akten über Kennedys Ermordung blieben bis zum 26. Oktober 2017 unter Verschluss. Am 27. Oktober ließ Präsident Donald Trump 2891 Geheimakten freigeben, der Rest blieb auf Bitte des FBI, der CIA und anderer Dienste weiterhin unter Verschluss. Unter Präsident Joe Biden wurden im Dezember 2021 etwa 1500 weitere Dokumente zum Kennedy-Mordfall veröffentlicht.

## Nachwirkungen

### Mythos

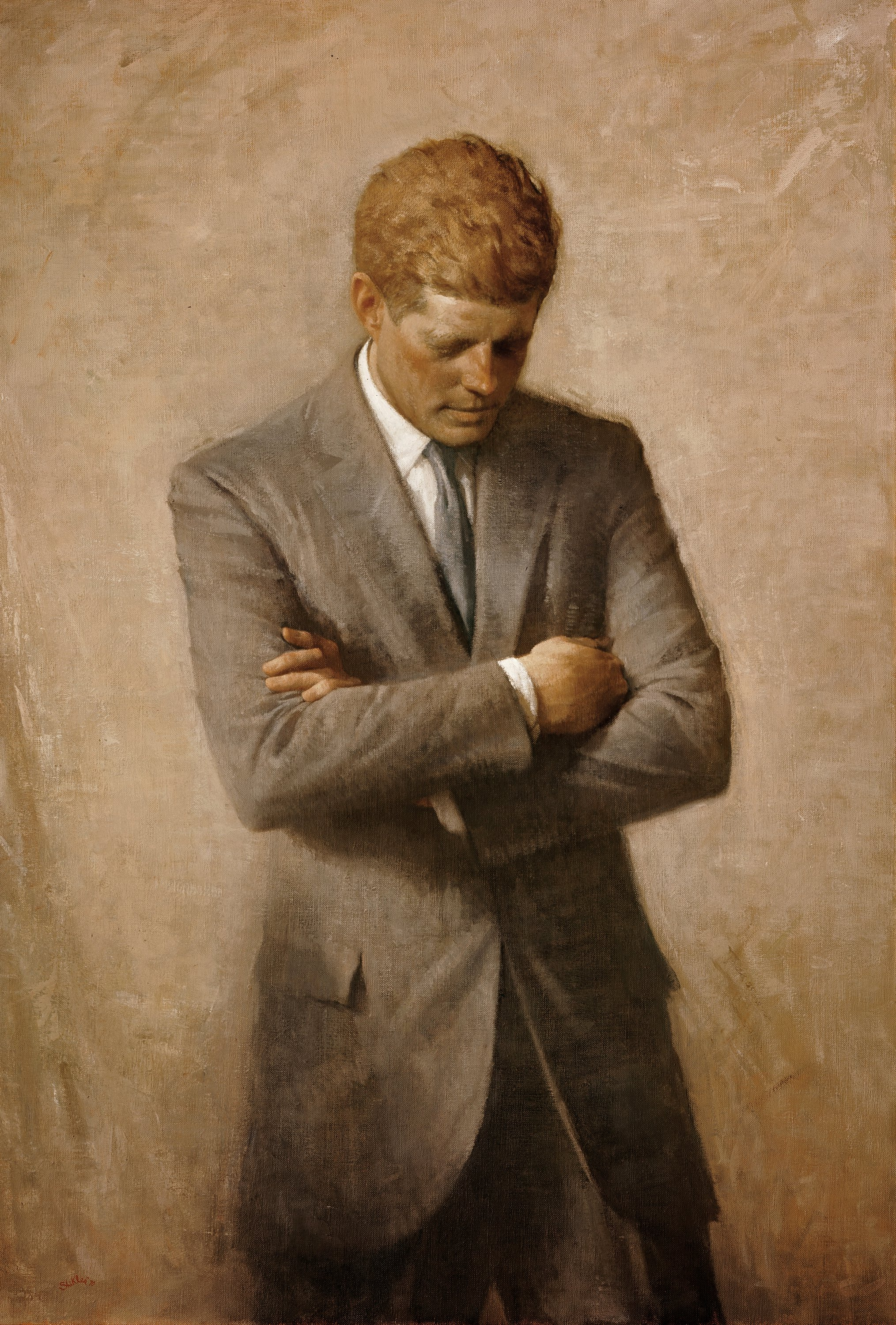
Aaron Shikler: Postumes offizielles Porträt von John F. Kennedy im Weißen Haus, 1970

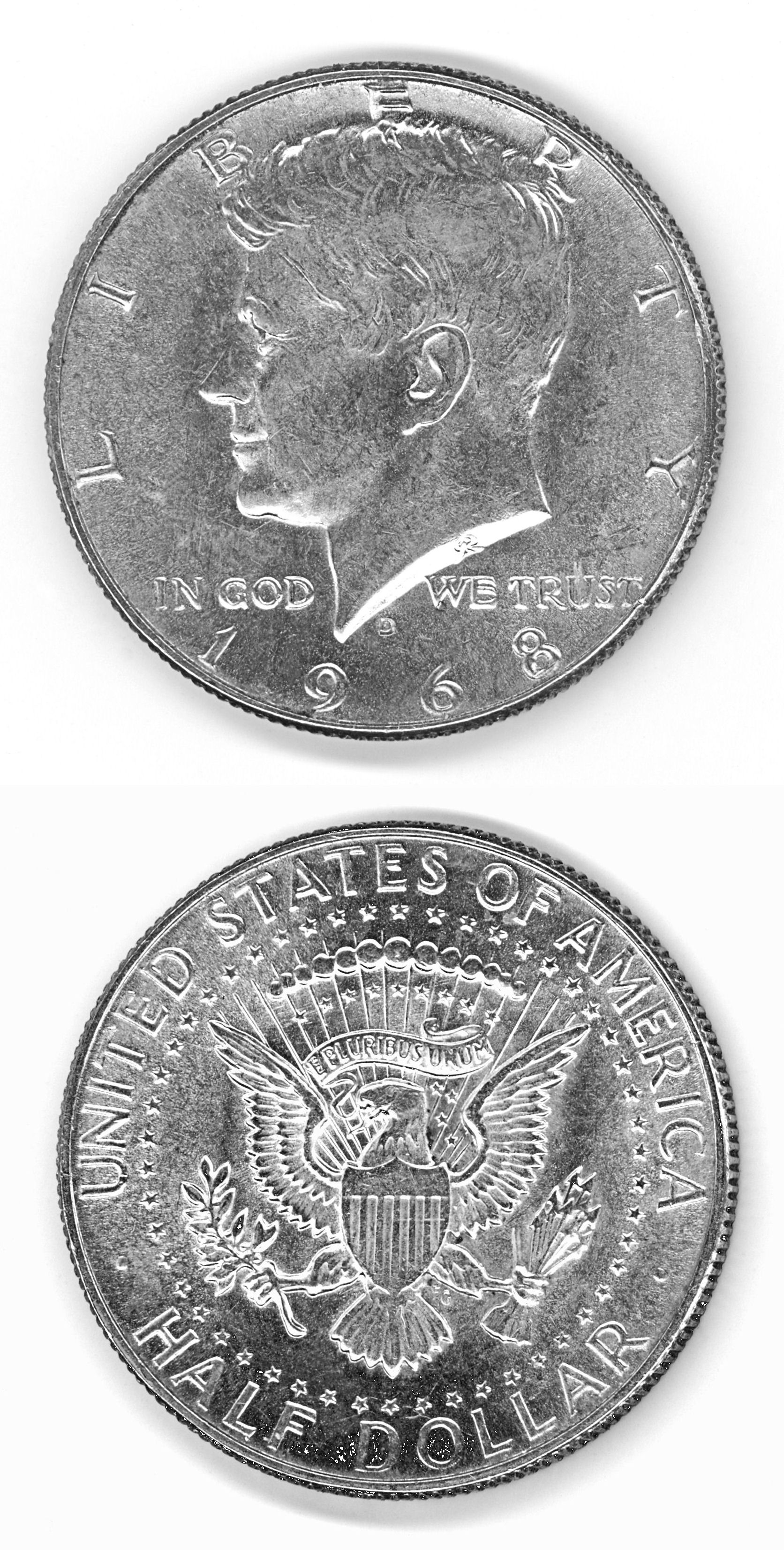
Halbdollar-Münze (1968) mit dem Profil Kennedys

Das gute Aussehen des jungen Präsidenten, sein gewaltsamer Tod und der Glanz, der ihn und den gesamten Kennedy-Clan umgibt, trugen dazu bei, dass sich ein regelrechter Kennedy-Mythos bildete. Hierzu trug auch seine Witwe bei, die in einem Interview das Leben und Regieren ihres Mannes als Camelot umschrieb, das mythische Schloss von König Artus und seiner Tafelrunde. Dadurch erschien das Attentat gerade als Königsmord, als Sakrileg. Kontrafaktische Spekulationen sind weit verbreitet, wonach unerfreuliche Entwicklungen in der amerikanischen Geschichte wie die Rassenunruhen der 1960er Jahre, die Morde an Martin Luther King und Robert F. Kennedy, der Vietnamkrieg und die Watergate-Affäre nicht stattgefunden hätten, wäre Kennedy nicht ermordet und – das nehmen viele als sicher an – 1964 wiedergewählt worden. Die starke Faszination, die auch über 50 Jahre nach seiner Ermordung von Kennedy ausgeht, zeigte sich im Februar 2013, als bei einer Versteigerung eine von ihm in der Air Force One getragene Fliegerjacke einen Erlös von 570.000 US-Dollar erzielte.

### Historische Bewertung
Der Historiker Jürgen Heideking (1995) resümiert, dass die von Kennedy ausgehende Faszination tiefere Gründe als sein tragisches Ende habe. Er habe Amerika aus einer Lethargie geweckt, in die es in den Eisenhower-Jahren zunehmend verfallen sei. Heideking bewertet den Präsidenten als einen „Vollblutpolitiker“, dessen Initiativen vielfach gute Ansätze gehabt hätten, aber nicht mit letzter Konsequenz verfolgt worden oder zu langfristig für seine Amtszeit gewesen seien. Sein Versuch, trotz des Kalten Kriegs Gemeinsamkeiten mit der Sowjetunion herauszustellen, habe die spätere Entspannungspolitik vorweggenommen.
Nennenswerte politische Erfolge konnte Kennedy laut Einschätzung des Politikwissenschaftlers Knud Krakau (2003) wegen der Kürze seiner Amtszeit als Präsident nicht erzielen.
Die Politologin Barbara A. Perry (2022) führt aus, dass er während seiner Präsidentschaft sowohl außen- als auch innenpolitisch mit Konflikten beschäftigt gewesen sei, die erhebliche Bedeutung für die amerikanische Verfassung gehabt hätten. Kennedy sei sehr vorsichtig im Umgang mit der zunehmend an Bedeutung gewinnenden Bürgerrechtsfrage gewesen, die er von seinem Vorgänger geerbt habe, habe aber in der Konfrontation mit gewaltbereiten Segregationisten in Mississippi und Alabama Entschiedenheit gezeigt und seine Exekutivgewalt ausgenutzt. Sein „Martyrium“ habe Johnson einen Sinn gegeben, indem er es als Inspiration für den Civil Rights Act von 1964 ausgenutzt habe.

### Nach John F. Kennedy benannte Objekte
Nach John F. Kennedy sind unter anderem diverse Institutionen, Bauwerke, Plätze und Straßen benannt. Zudem existieren weltweit viele Skulpturen von ihm, wie die John-F.-Kennedy-Statue in Boston oder das John-F.-Kennedy-Denkmal in Bonn.
Der nach ihm benannte Mount Kennedy in Kanada wurde im März 1965 auf Initiative der National Geographic Society durch seinen Bruder Robert mit Unterstützung von erfahrenen Alpinisten erstbestiegen.

### Filme über John F. Kennedy
- Der Film Patrouillenboot PT 109 aus dem Jahr 1963 schildert die Erlebnisse von Kennedy als Kommandant des Schnellboots PT-109 im Zweiten Weltkrieg.
- Der Film JFK-Tatort Dallas (1991) handelt von der Ermordung Kennedys.
- Der Politthriller Thirteen Days aus dem Jahr 2000 beschäftigt sich mit den 13 Tagen der Kubakrise und zeigt dabei insbesondere das Handeln Kennedys.
- Die Kennedys aus 2011 ist eine kanadisch-US-amerikanische Fernseh-Miniserie in acht Teilen zu je 45 Minuten über die Familie Kennedy.
- Der Film JFK Revisited – Die Wahrheit über den Mord an John F. Kennedy (2021) stellt eine dokumentarische Fortsetzung von Oliver Stones Film aus dem Jahr 1991 dar.

## Werke
- Why England Slept. Wilfred Funk, Inc., New York NY 1940 (Erweiterung von JFKs Abschlussarbeit in Harvard)
- As We Remember Joe. Privatdruck, Cambridge MA 1945 (Privatdruck für Angehörige und Freunde zum Andenken an JFKs älteren Bruder Joseph)
- Profiles in Courage. Harper & Row, New York NY 1955 (deutsche Ausgabe: Zivilcourage, Wilhelm Frick Verlag, Wien 1960; neu übertragen von Hans Lamm, Econ-Taschenbuch, Düsseldorf/Wien 1992, ISBN 3-612-26003-0).
- A Nation of Immigrants. Anti-Defamation League of B’nai B’rith, New York NY 1958 (deutsche Ausgabe: Die Nation der vielen Völker, Econ Verlag, Düsseldorf 1965)
- The Strategy of Peace. Harper & Brothers, New York NY 1960 (deutsche Ausgabe: Der Weg zum Frieden, Econ Verlag, Düsseldorf 1961)
- To Turn the Tide. Harper & Brothers, New York NY 1962 (deutsche Ausgabe: Dämme gegen die Flut, Econ Verlag, Düsseldorf 1962)
- The Burden and the Glory. Harper & Brothers, New York NY 1964 (deutsche Ausgabe: Glanz und Bürde, Econ Verlag, Düsseldorf 1964)
- John F. Kennedy: Unter Deutschen. Reisetagebücher und Briefe 1937–1945. Hrsg.: Oliver Lubrich. Aufbau Verlag, Berlin 2013, ISBN 978-3-351-02761-2.
- John F. Kennedy: Das geheime Tagebuch. Europa 1937. Hrsg.: Oliver Lubrich. DVB Verlag, Wien 2021, ISBN 978-3-903244-18-4.